# Schienenverkehr in Syrien

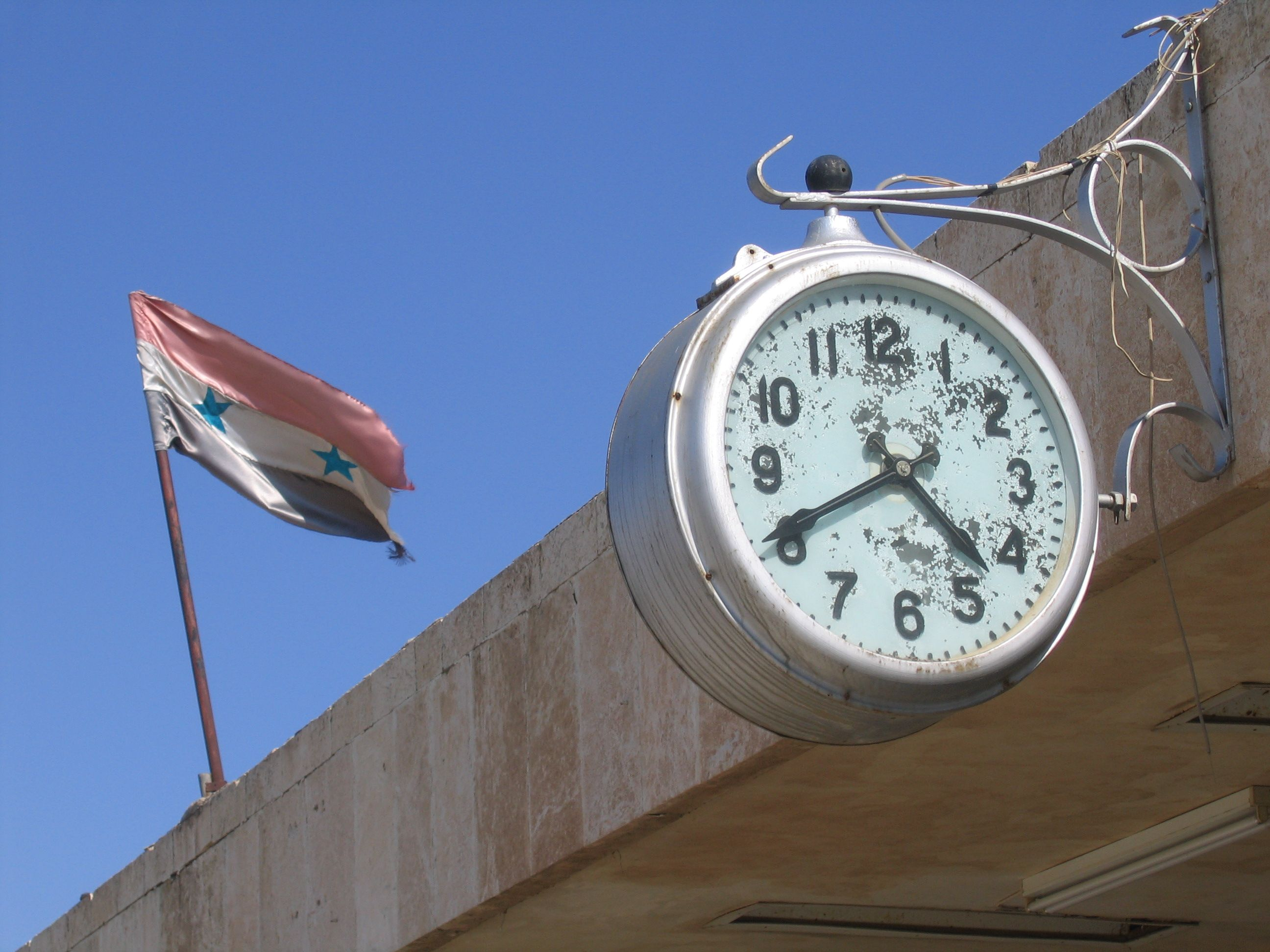
CFS-Bahnhofsuhr und syrische Flagge

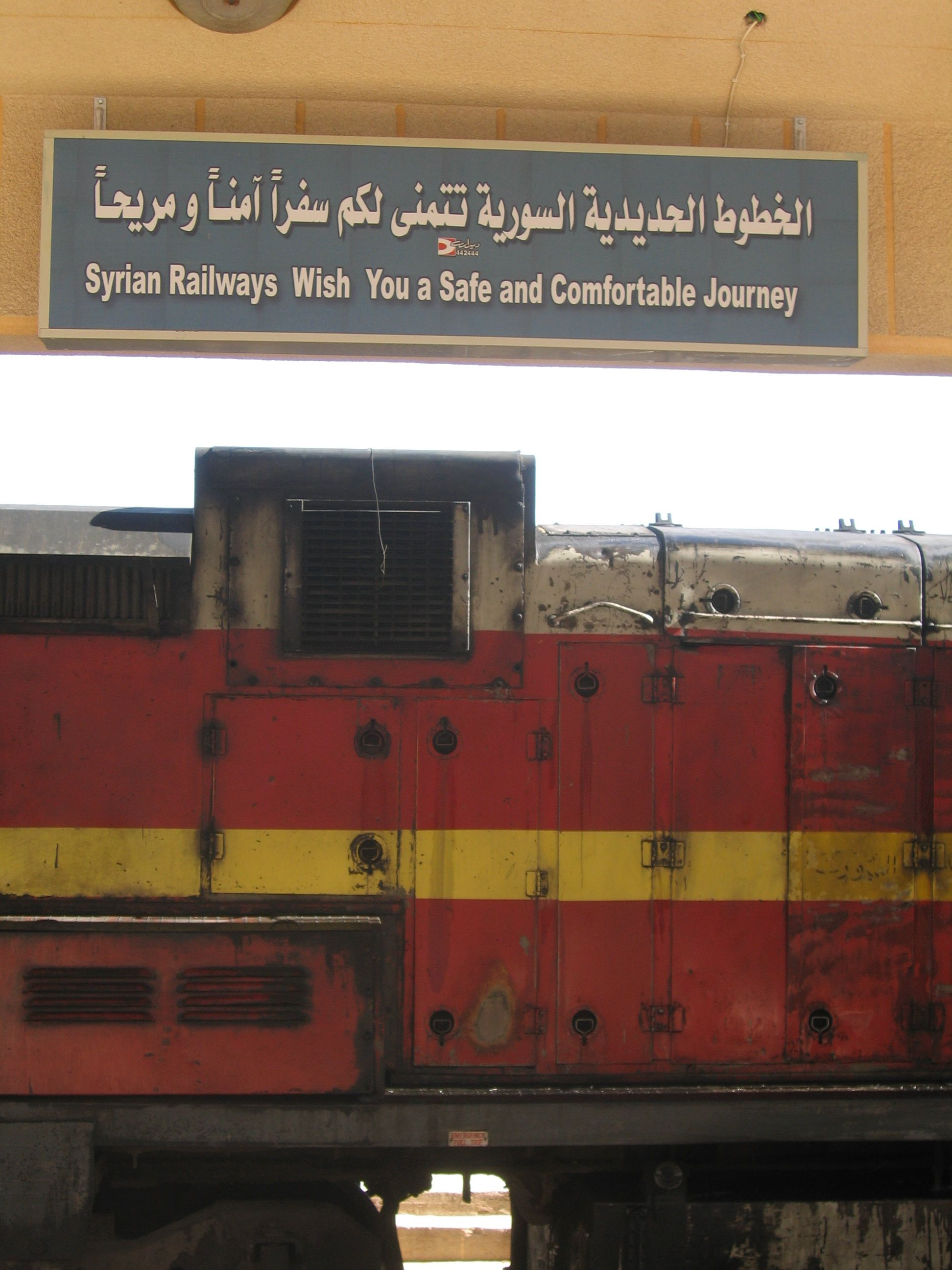
Willkommensgruß im Bahnhof Qamischli

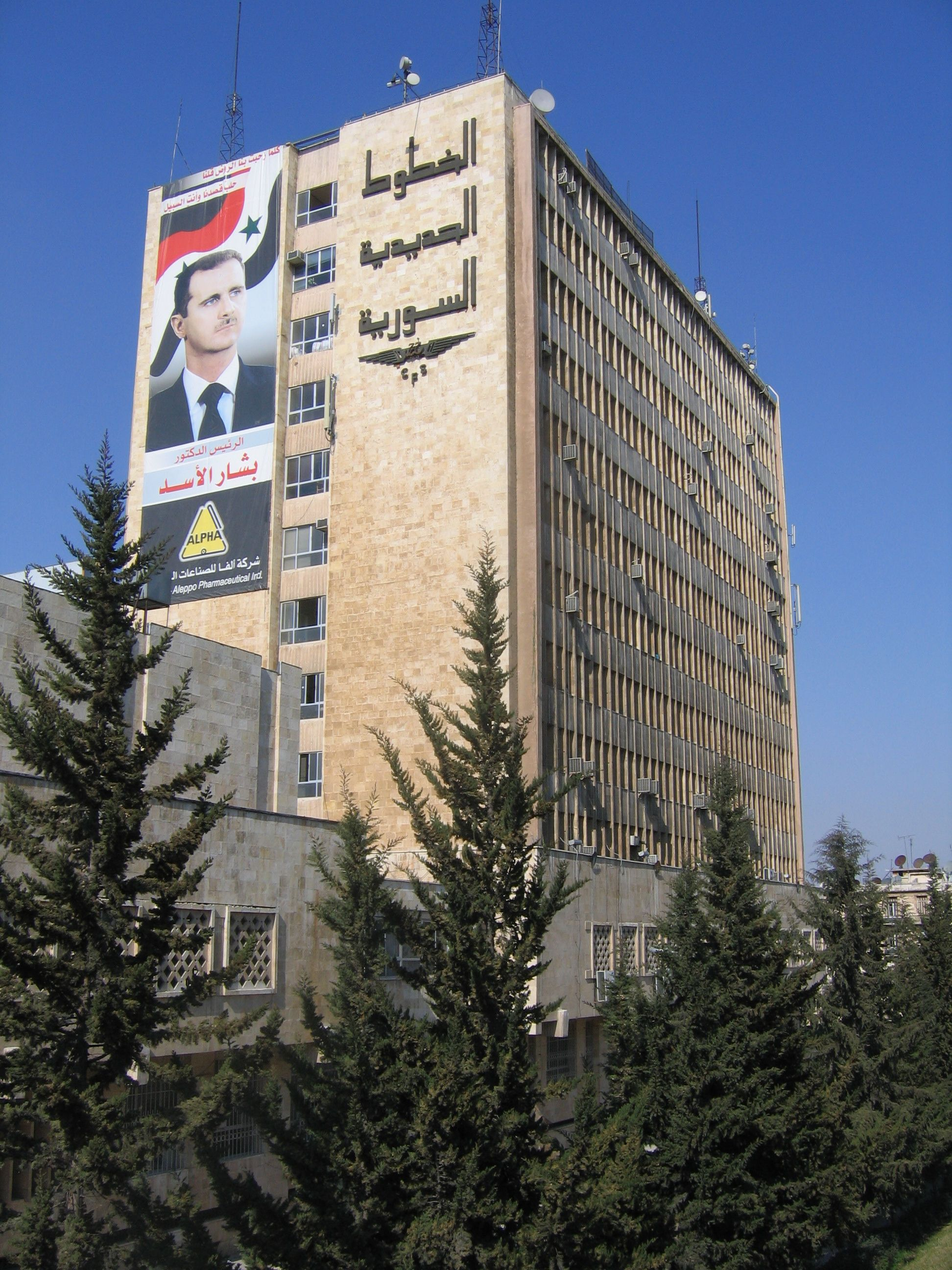
Hauptverwaltung der CFS in Aleppo

Der Schienenverkehr in Syrien wurde auf drei Teilnetzen betrieben. Zwei Schmalspurnetze wurden von der Hedschasbahn betrieben, das Normalspurnetz von der Staatsbahn, die international als Chemins de fer Syriens, abgekürzt CFS, bekannt ist. Die Eisenbahninfrastruktur wurde durch den Bürgerkrieg in Syrien schwer beschädigt, so dass von Juli 2012 bis August 2020 kein Eisenbahnverkehr mehr stattfand.

## Geschichte und Netz

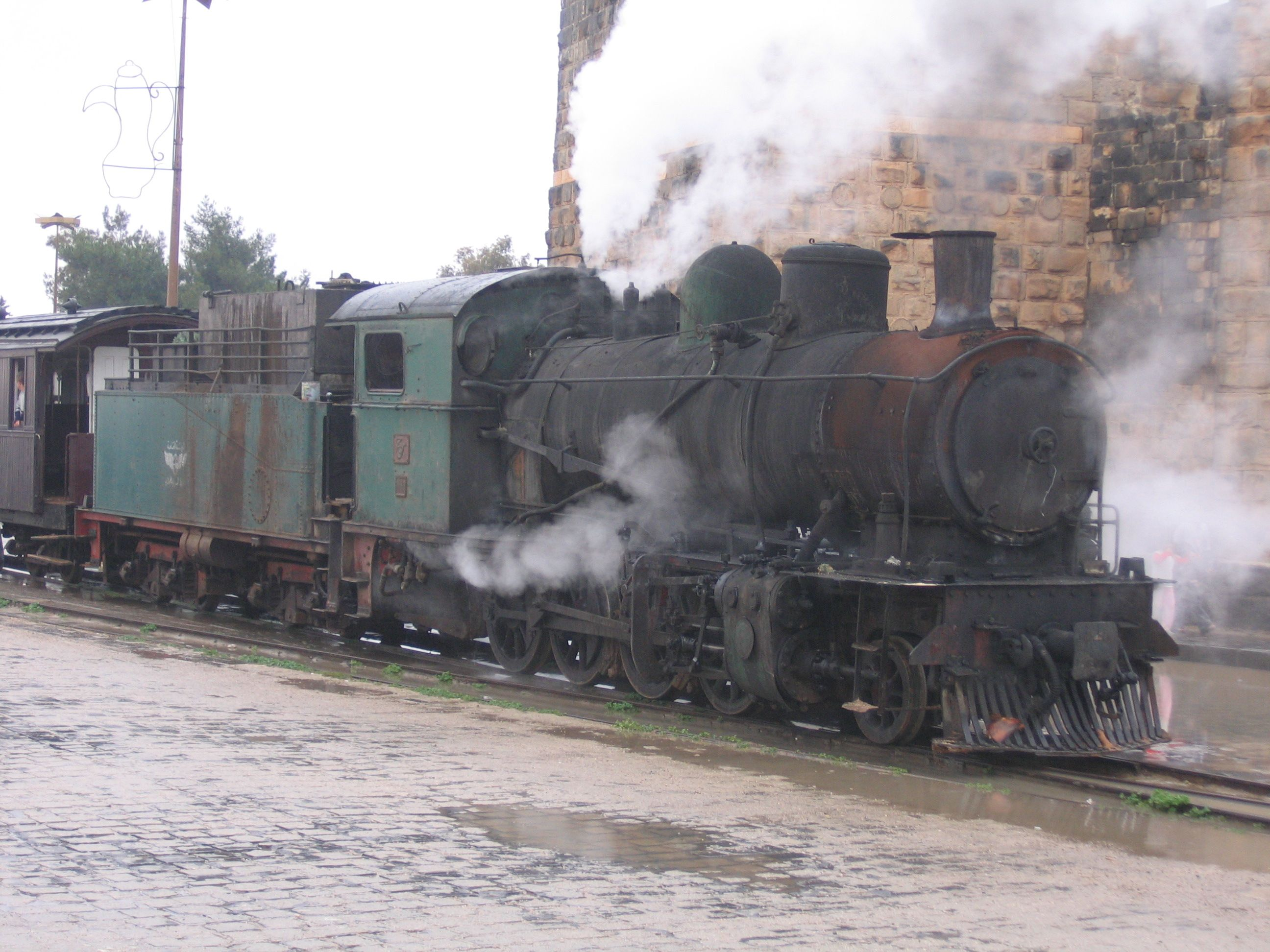
Lokomotive mit Sonderzug vor dem römischen Amphitheater in Bosra

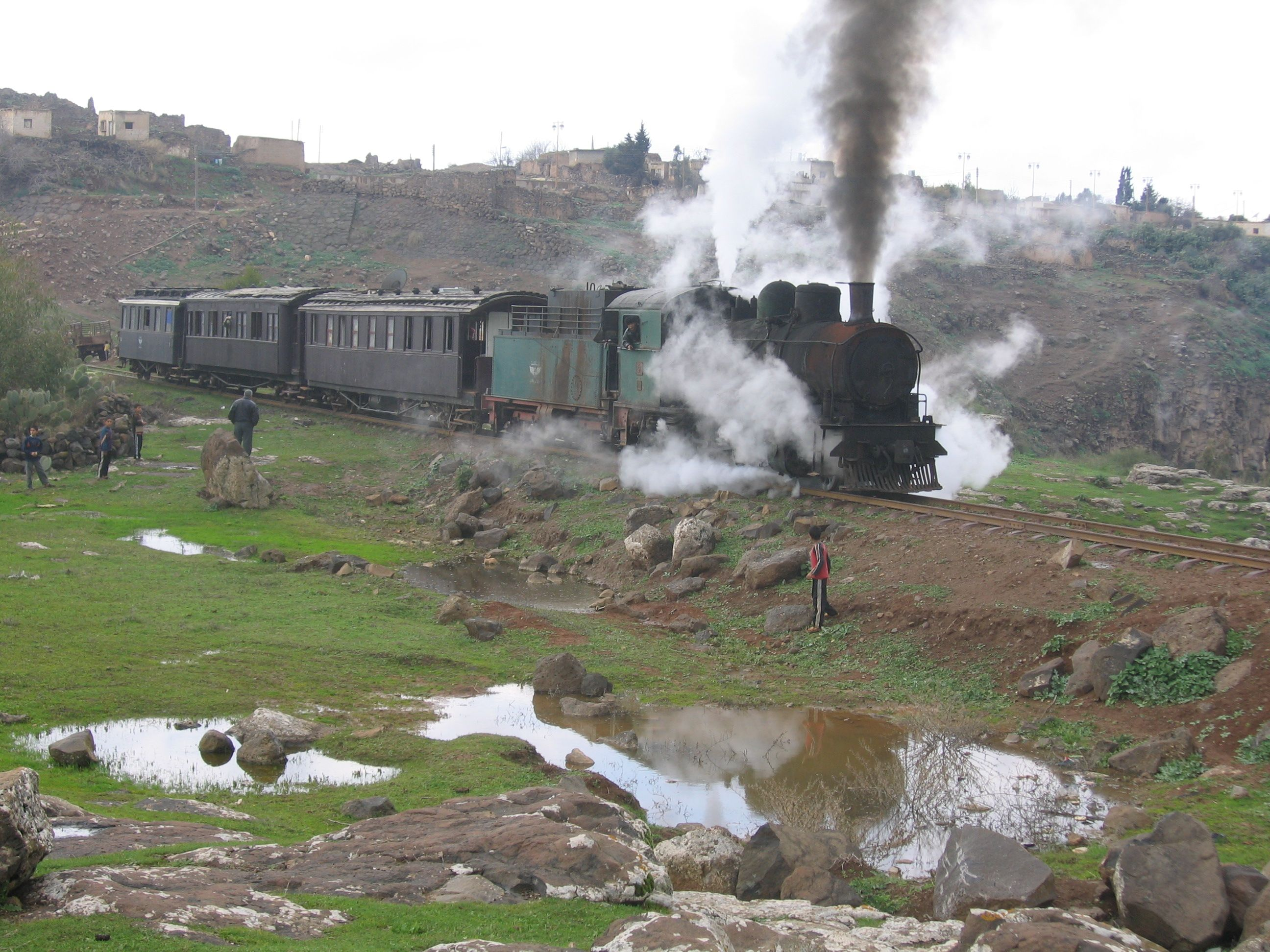
Oberes Ende der Jarmukschlucht der ehemaligen Strecke Haifa–Darʿa

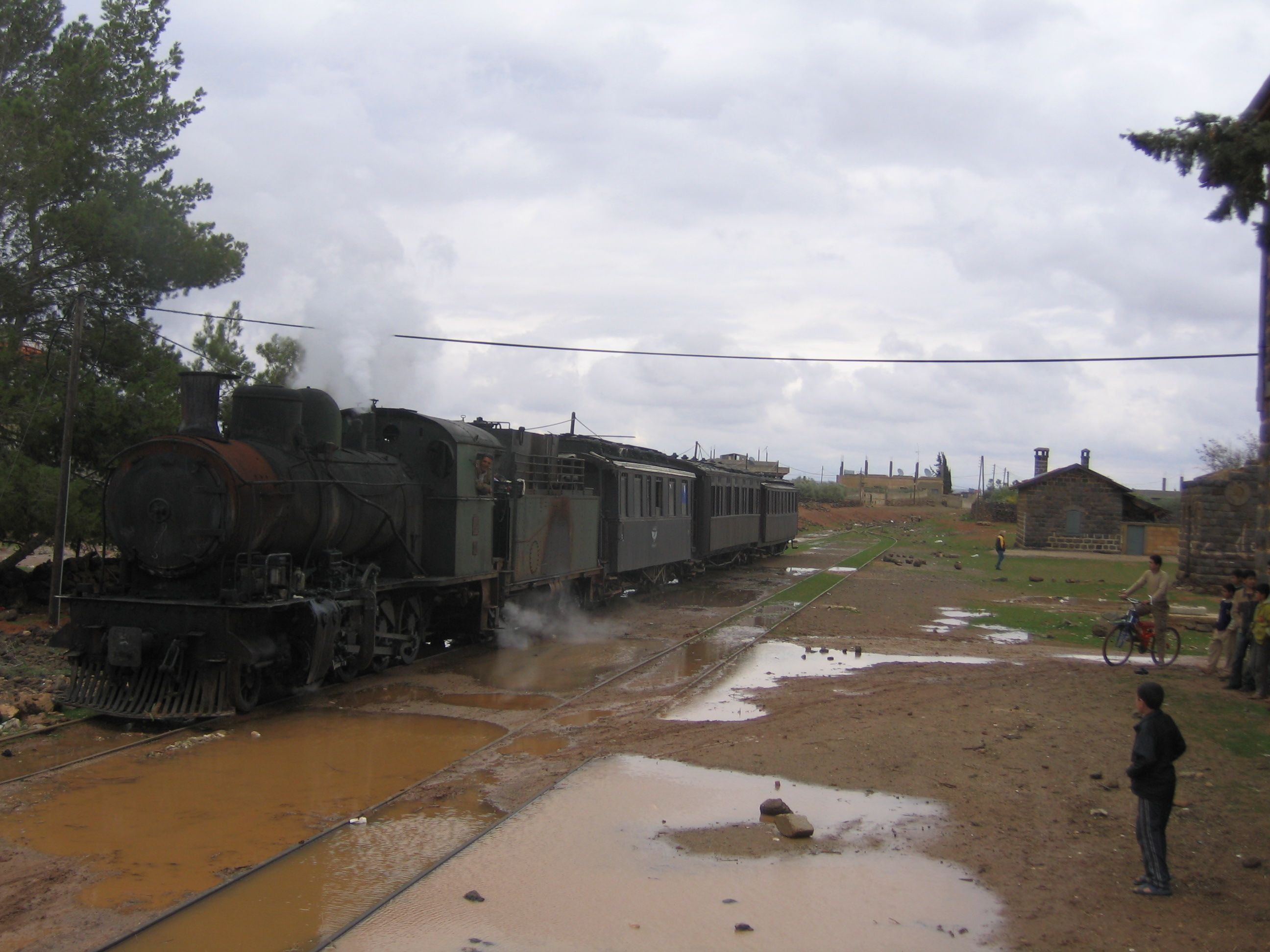
Sonderzug im Bahnhof at-Taiba an der Strecke Bosra–Darʿa

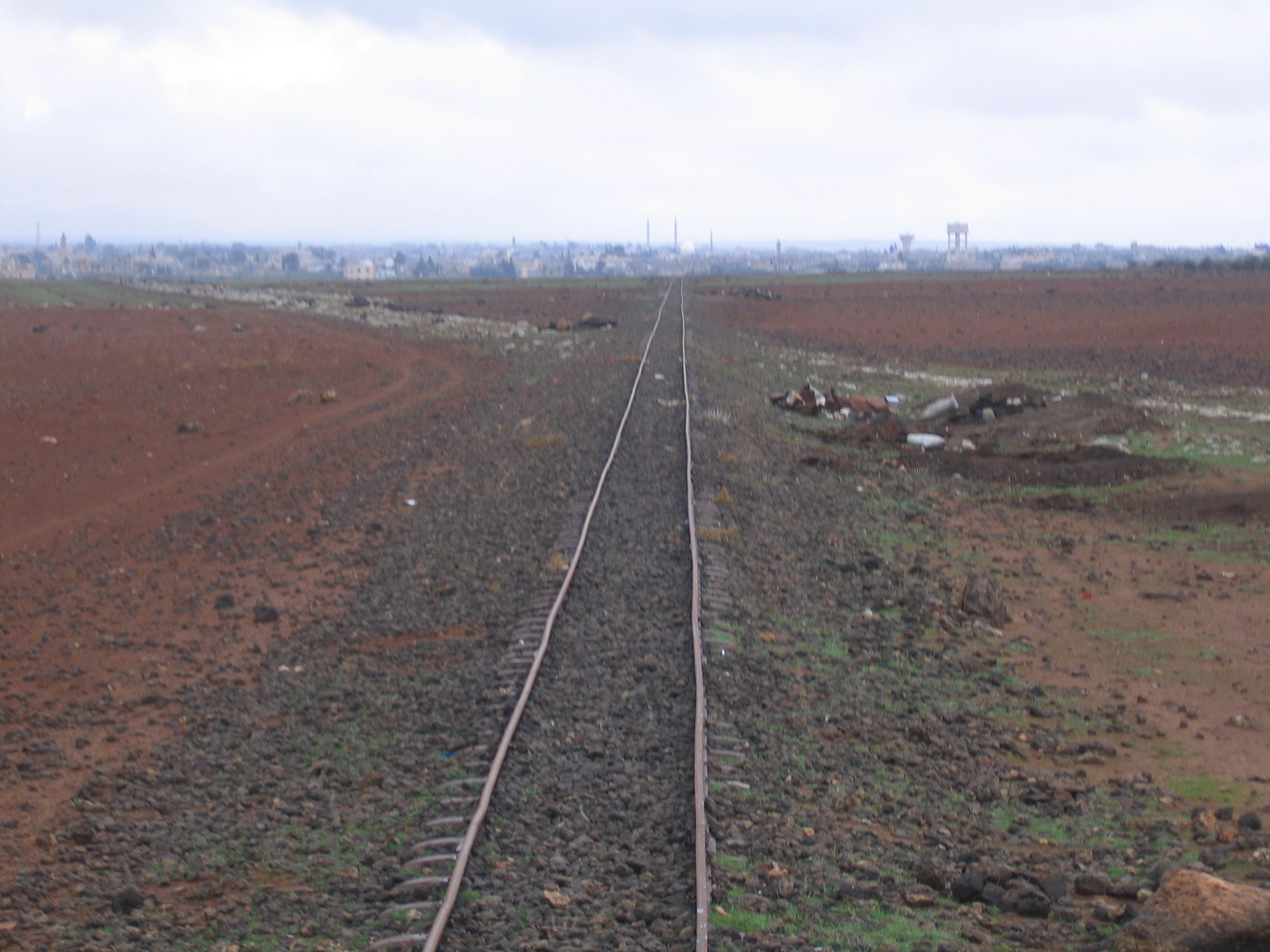
Strecke Bosra–Darʿā. Diagonal kreuzt die römische Straße von Bosra ans Mittelmeer

### Ausgangslage
Bis in das letzte Jahrzehnt des 19. Jahrhunderts gab es in den arabischen Provinzen des Osmanischen Reichs keine Eisenbahn. Die Verkehrsanbindung war unzureichend, die Straßen in schlechtem Zustand und in der Regenzeit oft nicht zu benutzen. Lediglich Lasttiere konnten hier vorwärtskommen. Die Transportkosten waren deshalb hoch. So gab der Eisenbahnbau dem Land einen wichtigen wirtschaftlichen Impuls.

#### Französische Bahnen
Die ersten Bahnen auf heute syrischem Gebiet wurden durch die Société des Chemins de fer Ottomans économiques de Beyrouth-Damas-Hauran angelegt. Es handelte sich um die Hauranbahn von Damaskus nach Muzairib, 1894 eröffnet, und um die Libanonbahn von Damaskus nach Beirut (1895). Das geschah in der aus dem algerischen Bereich und französischer Kolonialtradition kommenden seltenen Spurweite von 1050 mm. Die Betreibergesellschaft wurde Ende des 19. Jahrhunderts nach der Fusion mit einer belgischen Gesellschaft unter dem Namen Société Ottomane du Chemin de fer de Damas-Hamah et prolongements (DHP) geführt.

#### Hedschasbahn
Ein weiteres Bahnsystem auf heute syrischem Gebiet wurde ab dem Jahr 1900 mit der Hedschasbahn errichtet. Als Spurweite wurde die der DHP von 1050 mm gewählt, weil zum einen der osmanische Staat mit der Betreiberin hinsichtlich einer Übernahme der Hauranbahn verhandelte – was scheiterte. Zum andern konnte Rollmaterial für den Neubau der Hedschasbahn auf diesem Weg unproblematisch nach Damaskus gefahren werden – ein wegen nicht vorhandener Straßen nicht zu unterschätzender logistischer Vorteil. Allerdings kam es aufgrund der Konkurrenzsituation vor dem Ersten Weltkrieg nie zu einer Gleisverbindung zwischen den Bahnen.
Die damals errichteten Strecken der Hedschasbahn auf heute syrischem Territorium waren:
- Die Hauptstrecke zwischen Damaskus und Medina. Sie wurde 1908 auf ihrer Gesamtlänge in Betrieb genommen, die in Syrien gelegenen Abschnitte gingen schon in den Jahren 1902 und 1903 in Betrieb.
- Die Strecke von Darʿā nach Haifa und seinem Hafen, die für das Betriebsergebnis der Bahn wichtigste Strecke, war 1904 befahrbar, der Regelbetrieb begann 1906.
- Die Strecke von Darʿa nach Bosra (39 km) entstand 1911/1912. Damit sollte die Kornkammer des Haurangebirges erschlossen und die militärische Kontrolle eines Hauptsiedlungsgebietes der Drusen gestärkt werden. Schon 1914 aber wurde sie wieder demontiert, um Schienen und Schwellen für die Verlängerung der Hedschasbahn in Palästina nach Süden in Richtung der Front am Sinai zu nutzen. 1924 wurde die Strecke unter der Regie der DHP erneut verlegt.

#### Bagdadbahn und andere Normalspur

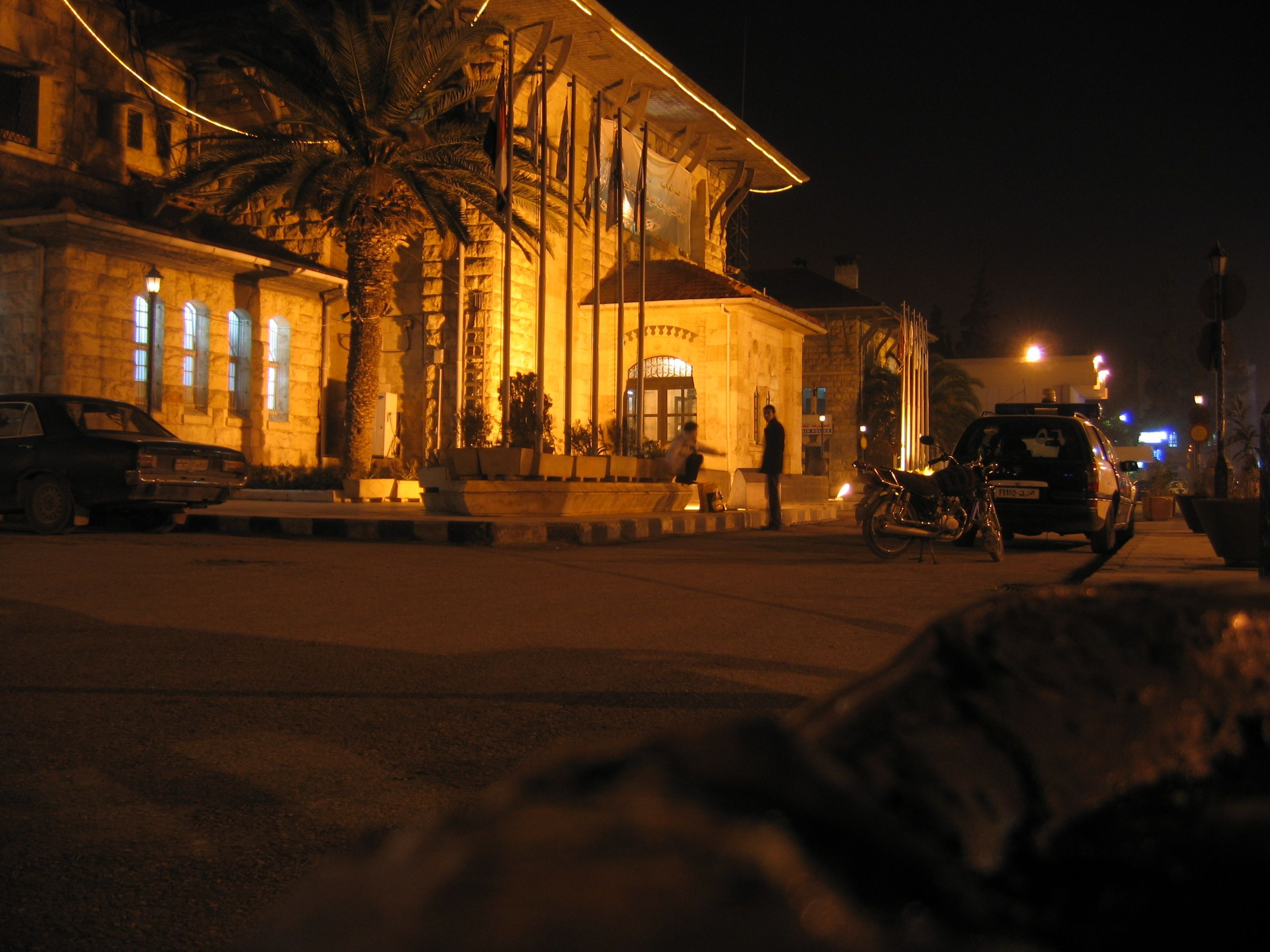
Bagdadbahnhof in Aleppo

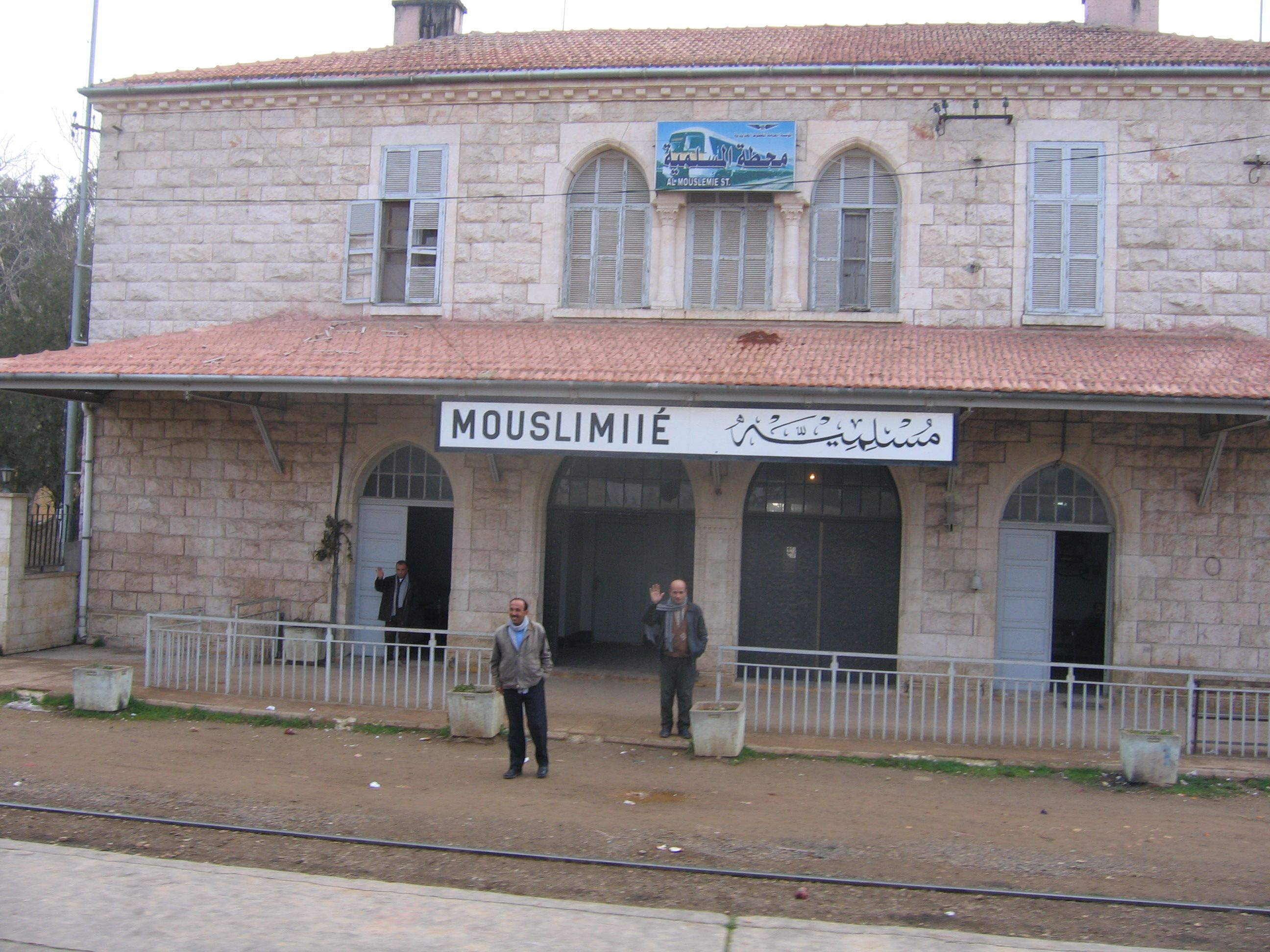
Bahnhof Mouslimie: Verzweigung des West- und des Ostastes der Bagdadbahn für Züge aus Aleppo

Die Société Ottomane du Chemin de fer de Damas-Hamah et prolongements (DHP) errichtete ebenfalls die Strecke zwischen Rayak (Libanon), Homs und Aleppo, allerdings im Hinblick auf die technischen Parameter der im Bau befindlichen Bagdadbahn als erste Eisenbahnstrecke in Normalspur auf heute syrischem Gebiet. Um einige Kilometer Gleis zu sparen, wurde sie nicht direkt nach Damaskus geführt, sondern eben nach Rayak an der Libanonbahn. Dort mussten wegen der unterschiedlichen Spurweiten alle Güter umgeladen werden und alle Fahrgäste umsteigen. Damit wurden die Kapazitätsengpässe der Schmalspurbahn auf die gesamte Verbindung übertragen. Die Strecke Rayak–Aleppo wurde 1906 eingeweiht.

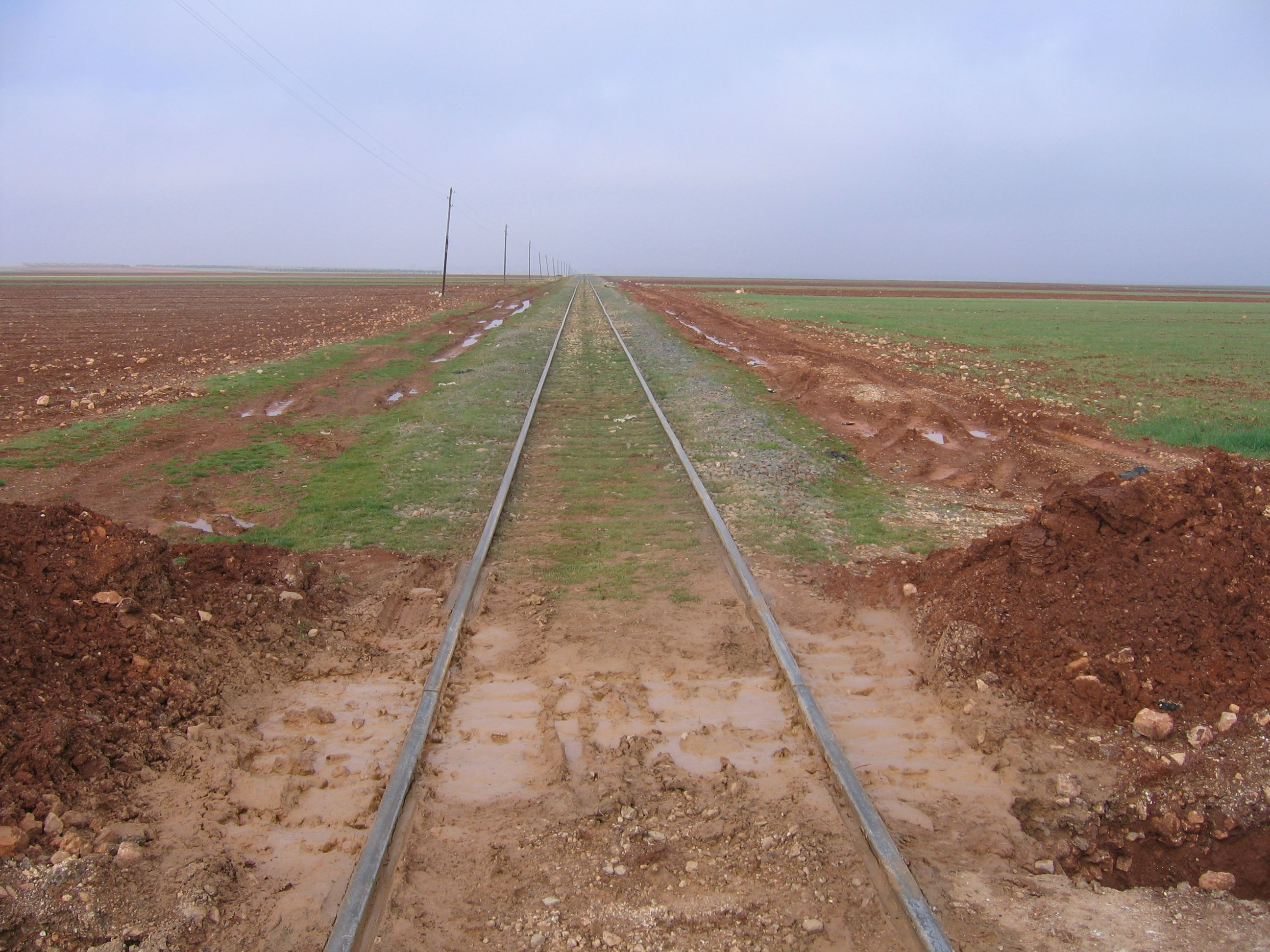
Bagdadbahn nördlich von Aleppo. Dieses Gleis ist eine der drei Verbindungen der CFS in Richtung Türkei und Europa

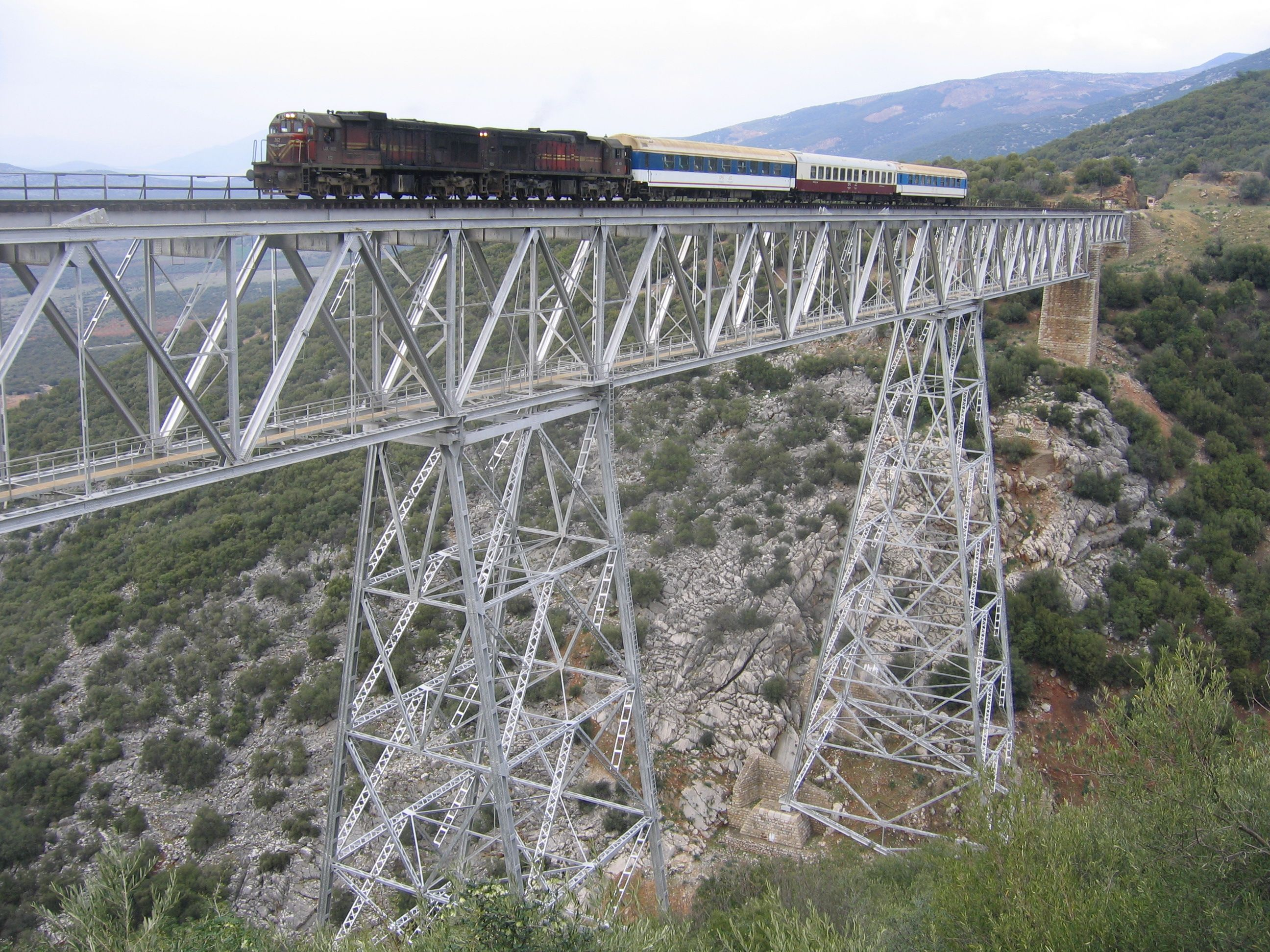
Haradara-Brücke auf der Bagdadbahn zwischen Aleppo und türkischer Grenze

1911 trat – ebenfalls durch die Société Ottomane du Chemin de fer de Damas-Hamah et prolongements (DHP) errichtet – die Linie Homs–Tripoli in Normalspur hinzu.
Die – noch unvollendete – Bagdadbahn erreichte Aleppo erst 1912. Ihr Abschnitt zwischen der heutigen syrisch/türkischen Grenze mit den Grenzbahnhöfen Midan Iqbas (Syrien) und İslahiye (Türkei) einerseits und Radschu andererseits wurde sogar erst 1915 fertiggestellt. Das schönste und größte Empfangsgebäude dieser Strecke wurde in Aleppo errichtet. Der Bahnhof wurde 1993 vollständig renoviert und heißt bis heute Bagdadbahnhof, eine Benennung aus der Zeit, als es in Aleppo noch einen Bahnhof asch-Scham („Damaskus-Bahnhof“) gab, an dem die Züge der Société Ottomane du Chemin de fer de Damas-Hamah et prolongements (DHP) endeten, der heute aber nicht mehr existiert.
Ein weiterer Abschnitt der Bagdadbahn, weiter im Osten, kam ebenfalls auf syrischem Staatsgebiet zu liegen, der Abschnitt zwischen Qamischli, dem syrischen Grenzbahnhof gegenüber dem türkischen Nusaybin, und al-Yarubiyya an der Grenze zum Irak. Diese Strecke wurde in zwei Abschnitten 1933 und 1935 fertiggestellt.

#### 600-mm-Bahn
Während der Zeit des französischen Mandats existierte von 1925 für etwa 10 Jahre eine etwa 35 km lange 600-mm-Schmalspurbahn zwischen Esra an der Hedschasbahn und as-Suwaida.

### Französisches Protektorat

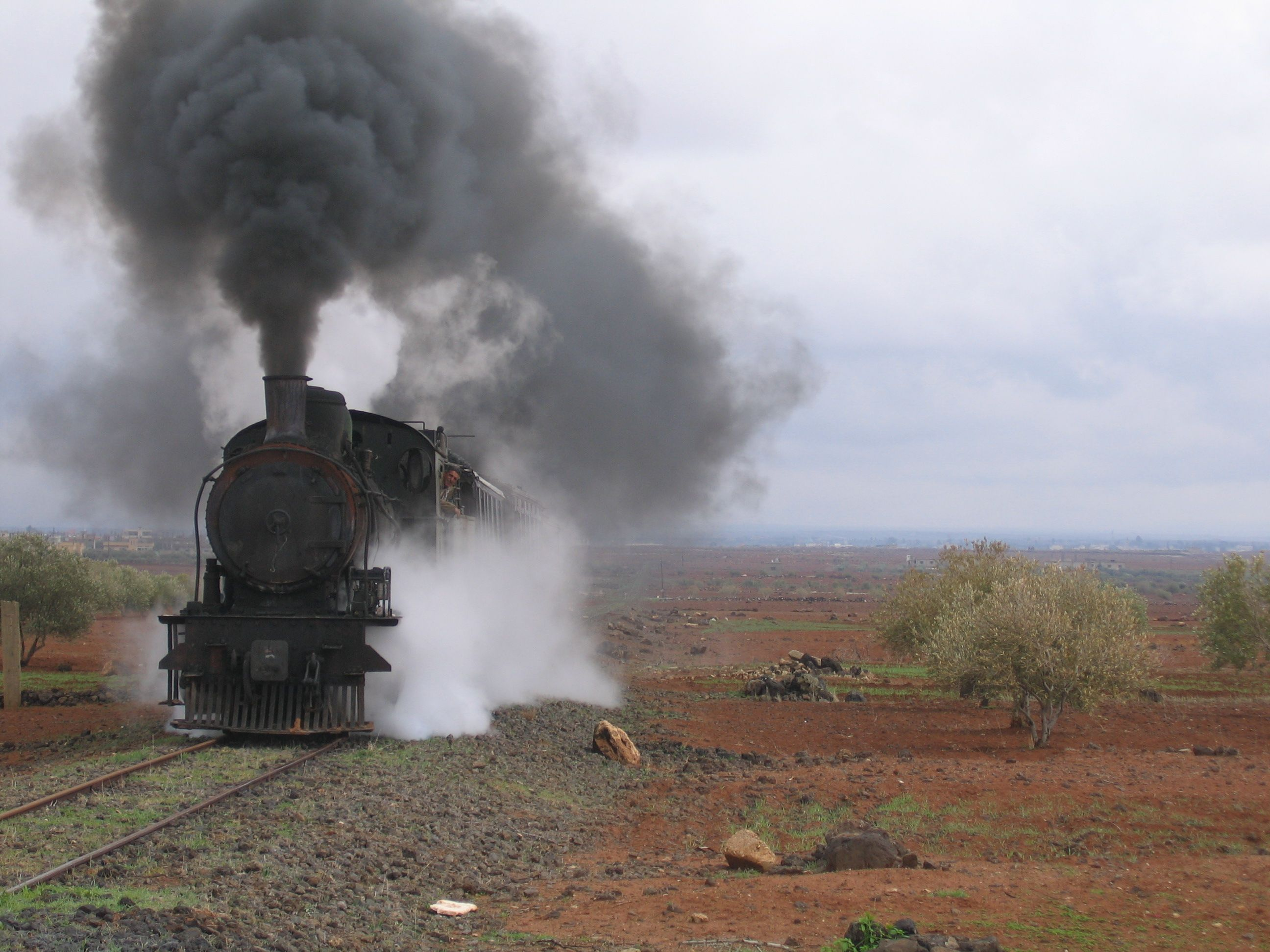
Sonderzug auf der Strecke Bosra–Darʿa

Der Eisenbahnverkehr verlor in Syrien nach dem Ersten Weltkrieg zunehmend an Bedeutung. In den Vordergrund trat der Ausbau des Straßennetzes. Die Eisenbahnen bestanden aus drei unzusammenhängenden beziehungsweise technisch inkompatiblen Systemen (östliche und westliche Bagdadbahn, getrennt durch türkisches Gebiet und das Schmalspurnetz im Süden Syriens). Das Schienennetz war in schlechtem Zustand, die Durchschnittsgeschwindigkeit betrug nicht mehr als 40 km/h.

### Eisenbahn in Syrien
Das heute existierende 2460 km lange Normalspurnetz ist deshalb verhältnismäßig neu. Es entstand weitestgehend erst nach 1970.

#### Ausgangslage

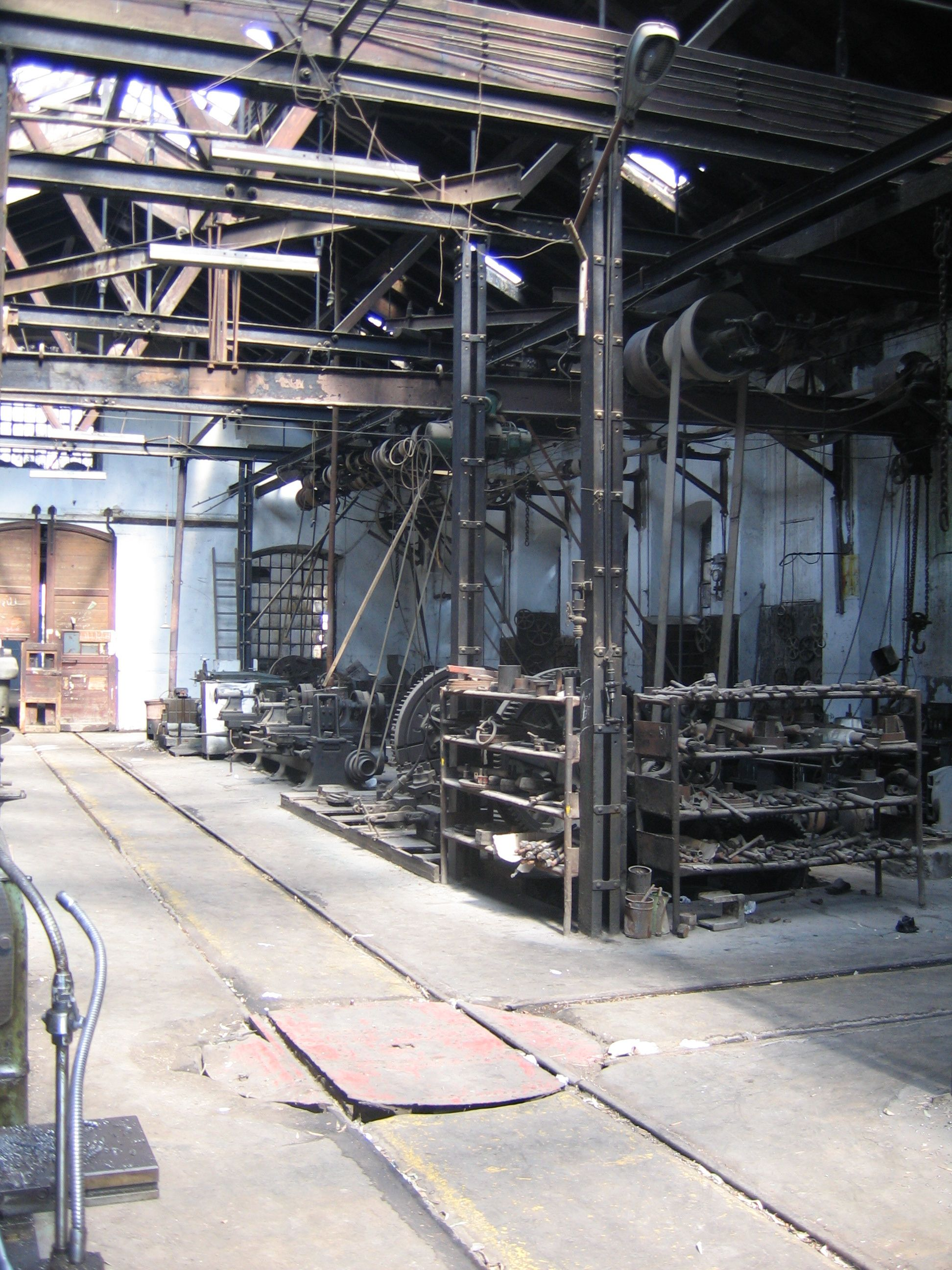
Ausbesserungswerk der Hedschasbahn in Damaskus-Qadam (2007)

Als Syrien 1941 unabhängig wurde, besaß es ein unattraktives Eisenbahnnetz von 557 km Länge. Gekennzeichnet war es durch die Zersplitterung in Teilnetze. Damaskus war von Norden her nur über den Libanon und mit Spurwechsel erreichbar, der Irak nur bei Querung türkischen Staatsgebiets. Die beiden syrischen Mittelmeerhäfen hatten überhaupt keine Bahnanbindung. An dieser Situation änderte zunächst auch die Gründung der syrischen Staatsbahn (CFS) 1956 nichts.

#### Ausbauprogramm

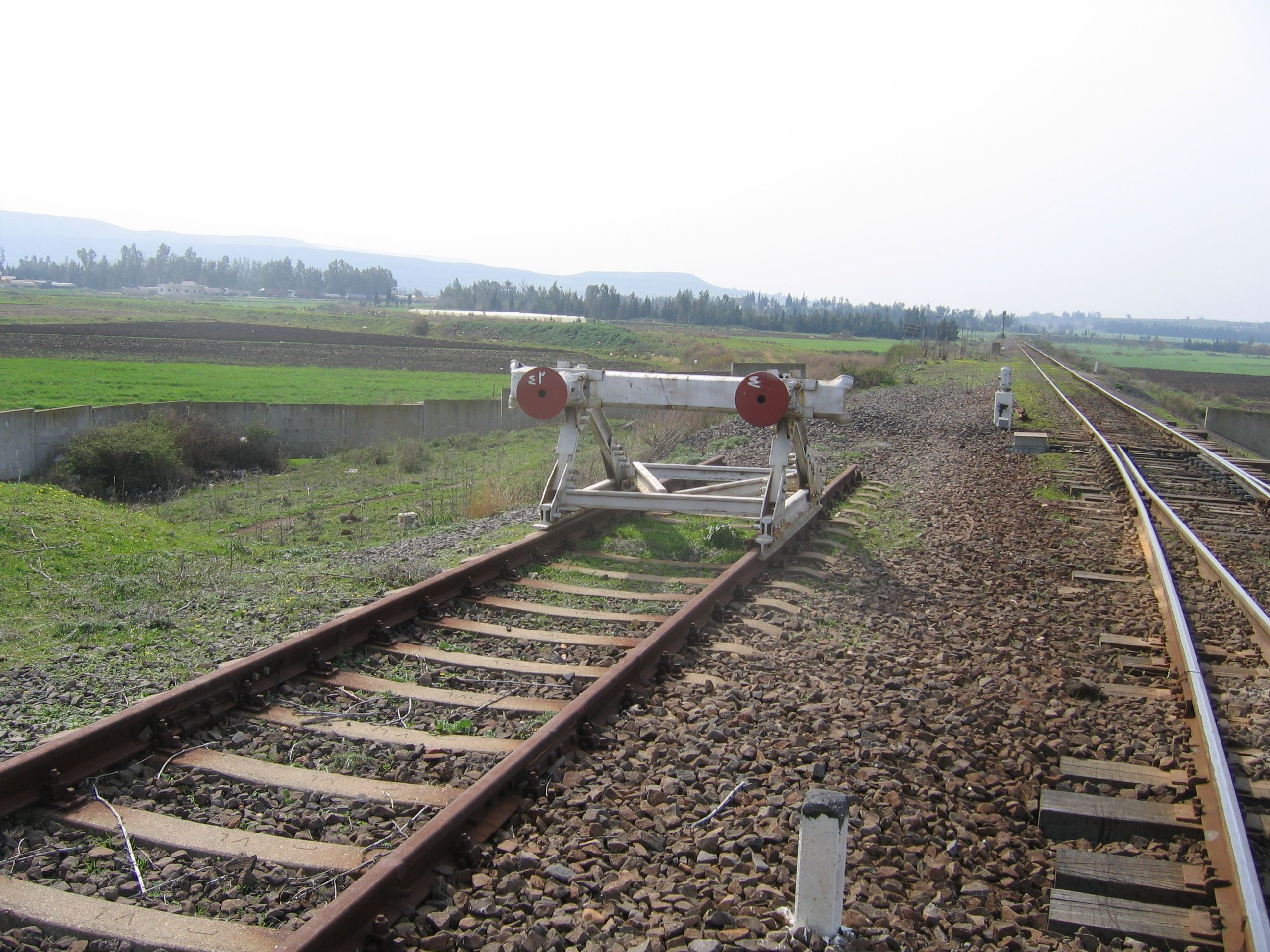
Bahnhof Akkari, links: ehemaliges Ausfahrtsgleis Richtung Libanon; rechts: Strecke nach Tartus

Seit Mitte der 1960er Jahre strebte die syrische Regierung ein modernes, leistungsfähiges Eisenbahnnetz an, um der hohen Anforderung an Transportkapazität, die sich in den vorangegangenen Jahren entwickelt hatte, gerecht zu werden. Dieser neue Bedarf war durch das große Wirtschaftswachstum Syriens, besonders in der zweiten Hälfte der siebziger Jahre, nach der Entdeckung und dem Beginn des Abbaus großer Phosphatlagerstätten und durch eine rasante landwirtschaftliche Entwicklung am Euphrat verursacht.
Mitte der siebziger Jahre wurde infolge des libanesischen Bürgerkrieges der Verkehr auf der Strecke Damaskus–Beirut und damit die einzige Eisenbahnanbindung Syriens an einen Mittelmeerhafen, ebenso wie die Verbindung Homs–Rayak–Damaskus, die ja ebenfalls über libanesisches Gebiet lief, endgültig unterbrochen. So sollten vor allem die beiden syrischen Häfen, Latakia und Tartus einen Anschluss an das Eisenbahnnetz erhalten und die Hauptstadt Damaskus mit dem Normalspurnetz verbunden werden.

#### Modernes Streckennetz
Daraus ergab sich seit Ende der sechziger Jahre folgendes Ausbauprogramm:
- Anschluss des Hafens Tartus durch eine 42 km lange Strecke nach Akkari an die seit 1911 bestehende Linie Homs–Tripoli (1967/1968). Die endgültige Betriebsaufnahme erfolgte jedoch erst 1981, nach dem Neubau eines Streckenabschnitts, der – im Gegensatz zur bestehenden Linie – libanesisches Gebiet umfuhr. Über diese Strecke wird ein großer Teil der syrischen Phosphatproduktion abgefahren.

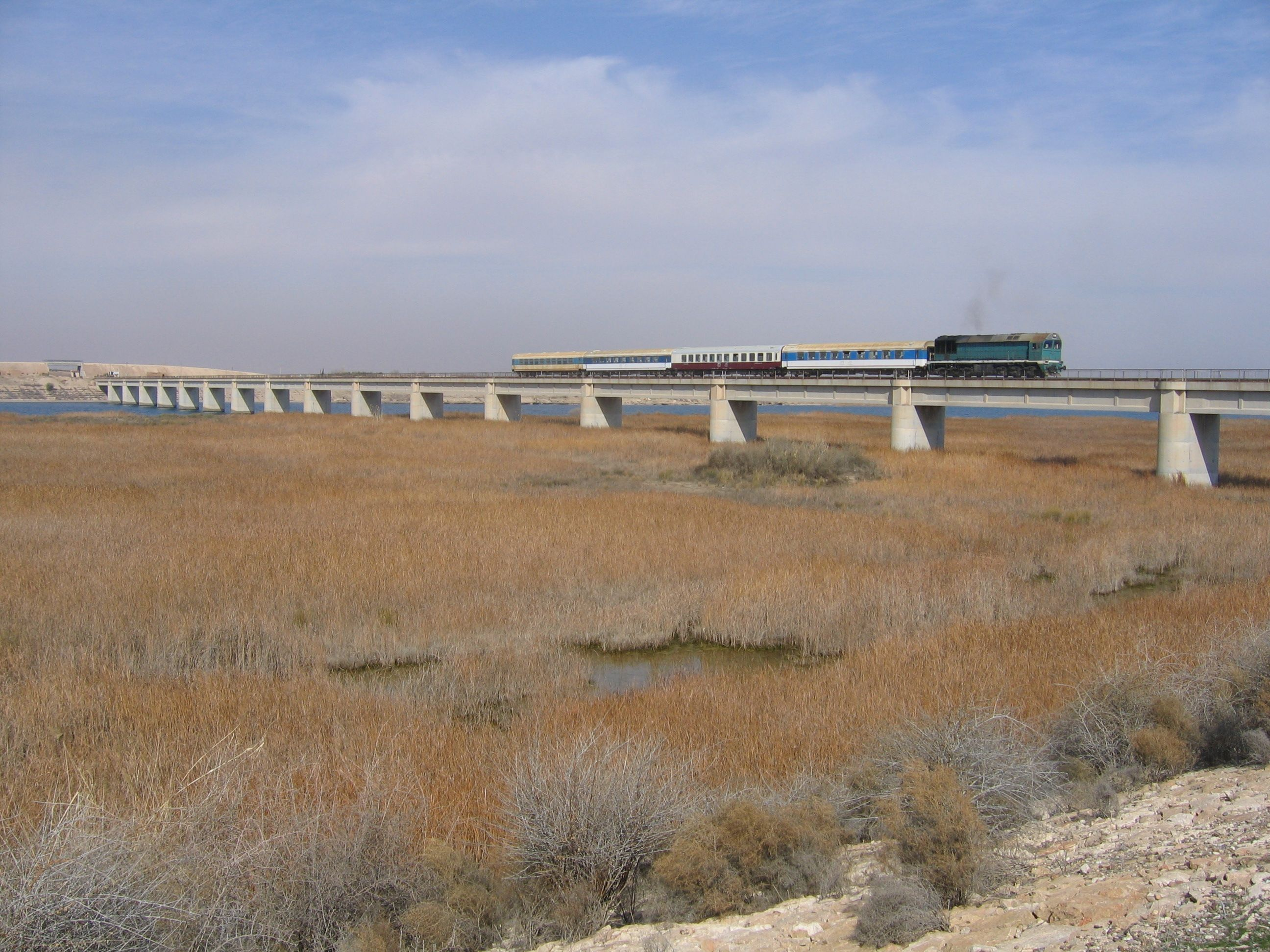
Euphratbrücke auf der Strecke Aleppo–Deir ez-Zor

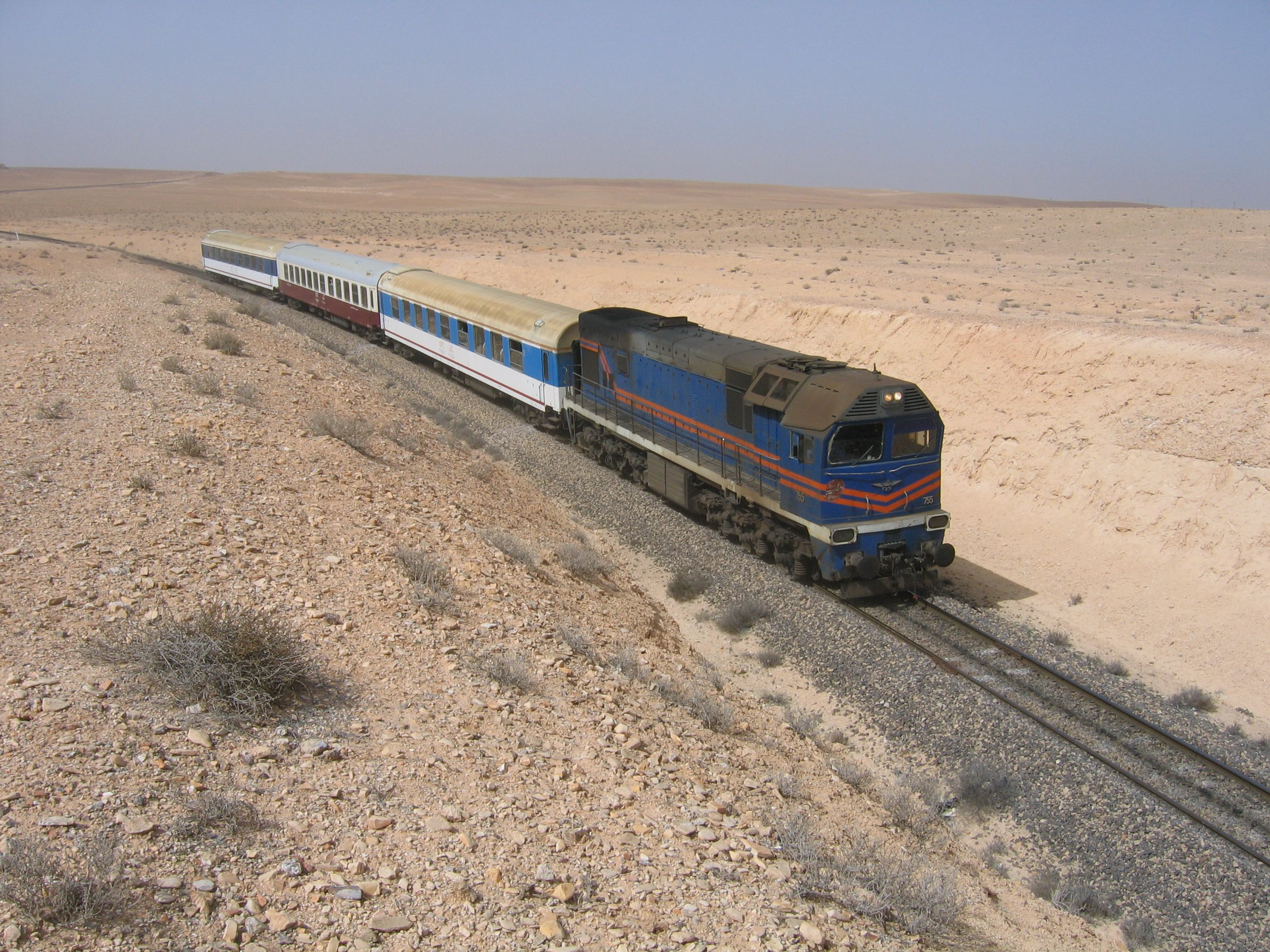
Strecke Mahin–asch-Scharqiyya

- Eine 750 km lange Strecke vom Hafen Latakia über Aleppo zu den Ölfeldern bei Qamischli im Nordosten Syriens wurde in Etappen zwischen 1974 und 1976 in Betrieb genommen. Der Endpunkt dieser Strecke befindet sich an der Bagdadbahn, die dort von der Türkei kommend weiter in den Irak verläuft. Beim Bau dieser Eisenbahnlinie leistete die Sowjetunion große finanzielle und technische Unterstützung. Die Strecke stellt westlich die Verbindung zwischen Aleppo und seinem wichtigsten Hafen her und erschließt in östlicher Richtung die Euphratregion. Sie könnte bei entsprechenden politischen Verhältnissen eine wichtige Rolle im Transitverkehr zwischen Mittelmeer und Irak spielen.
- Ebenfalls dem Abtransport von Phosphat dient eine 1980 eröffnete Strecke, die vom Bahnhof Mahin in östlicher Richtung auf Palmyra (Tadmur) zuläuft, allerdings etwa 50 km vor der Stadt in asch-Scharqiyya endet. In der Literatur und auf Karten findet sich oft die unzutreffende andere Angabe.

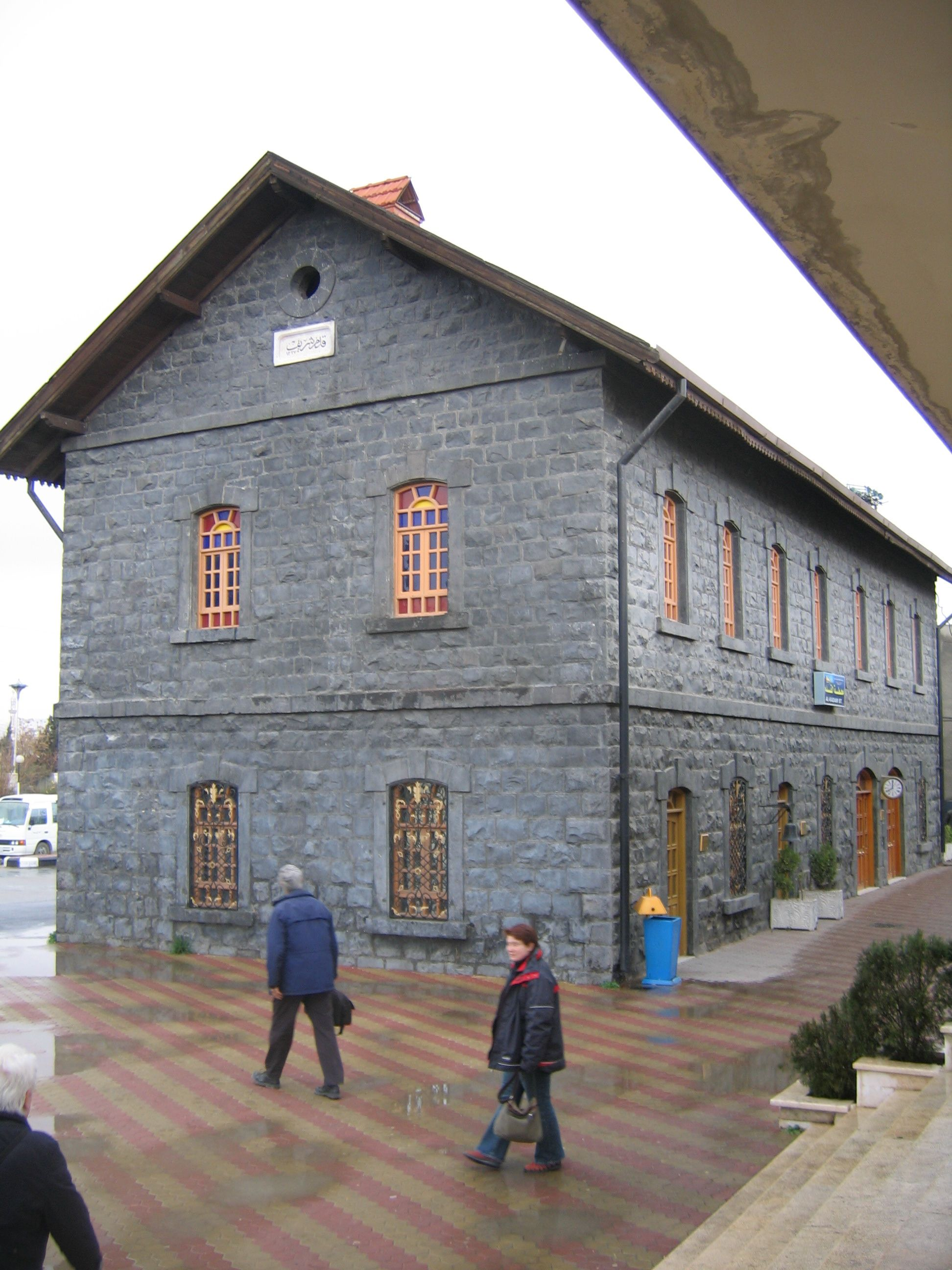
Der Bahnhof Damaskus-Qadam nutzt das alte Empfangsgebäude der Hedschasbahn

- 1983 wurde auch die Hauptstadt Damaskus an das Normalspurnetz angeschlossen.

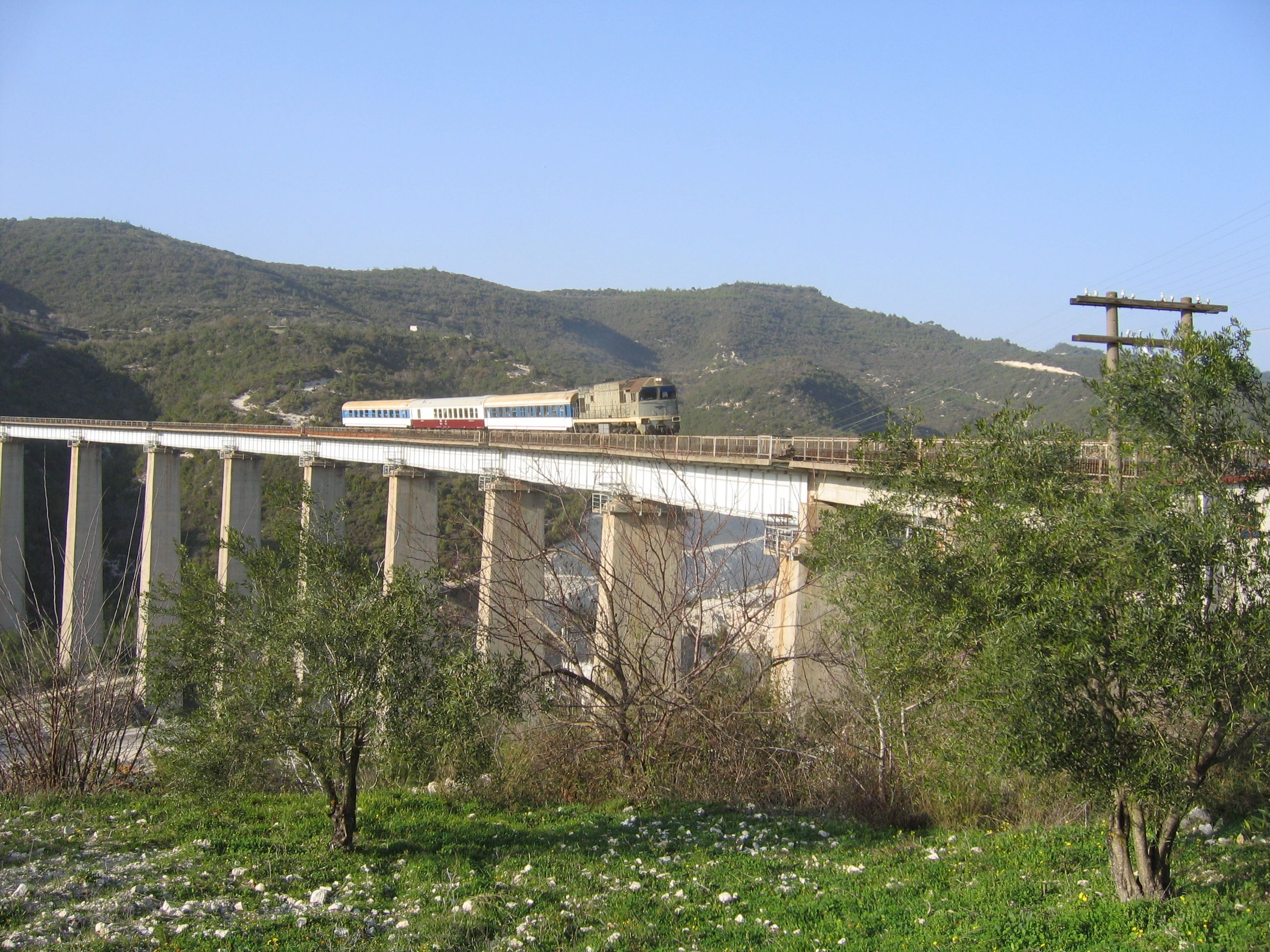
Brücke auf der Strecke zwischen Aleppo und Latakia

- Die 80 km lange Lücke im Eisenbahnnetz am Mittelmeer zwischen Latakia und Tartus wurde 1992 geschlossen.

Das Netz der Hedschasbahn wurde 1976 um eine 34 Kilometer lange Strecke von Damaskus nach Qatana ergänzt, die vornehmlich der dortigen Militärbasis dienen sollte. Die Strecke wird heute nicht mehr genutzt.

#### Projekte
Vor dem Bürgerkrieg wurden folgende Projekte diskutiert:
- Von Deir ez-Zor sollte schon seit 1981 eine 150 Kilometer lange Strecke nach Abu Kamal und weiter Richtung Bagdad gebaut werden. Aus politischen Gründen stellte Syrien 1982 die Arbeiten aber wieder ein. Im Februar 2007 war von Bauarbeiten nichts festzustellen.
- Eine 203 Kilometer lange Linie von Deir ez-Zor nach Tadmur (Palmyra) existiert nur auf dem Reißbrett.
- Parallel zur Hedschasbahn sollte seit 1996 eine für 160 km/h trassierte Strecke nach Darʿā und weiter nach Jordanien entstehen. Auch diese existiert nur auf dem Reißbrett.
- Ebenfalls Zukunftsmusik ist ein neuer unterirdischer Bahnhof in Damaskus mit zentraler Lage. Im Vorgriff darauf wurde der Kopfbahnhof Damaskus-Qanawat geschlossen, das Gleisfeld beseitigt und durch eine im Februar 2007 offensichtlich schon seit längerer Zeit stillliegende Baugrube ersetzt.
- In Arbeit war ein Modernisierungsprogramm, bei denen die Stellwerke entlang der Strecken Tartus–Latakia und Aleppo–Qamischli mit moderner elektronischer Stellwerkstechnik ausgerüstet werden.

#### Bürgerkrieg
Bedingt durch den Bürgerkrieg in Syrien ruhte der Eisenbahnverkehr seit Juli 2012. Die Eisenbahninfrastruktur ist weitgehend zerstört. Der Islamische Staat erklärte Eisenbahnen sogar für „unmoralisch“ und empfahl als korrekte Transportlösung Esel und Pferd.
Am 21. Oktober 2016 wurde der Güterverkehr zwischen Latakia und Homs wieder aufgenommen. Das Kraftwerk Schinsare wird auf diesem Weg mit Brennstoff beliefert. Am 25. Januar 2017 fand zum ersten Mal seit vier Jahren die Fahrt eines Personenzuges zwischen dem Bahnhof Jibrin (in der Nähe des Flughafens von Aleppo) und dem Bagdad-Bahnhof in Aleppo statt. Es handelte sich um eine Propaganda-Aktion. Geplant sind auf dieser Strecke vier Zugpaare täglich.
Nach Instandsetzung der 309 Kilometer langen Strecke zwischen der Hafenstadt Tartus und Al-Sabinah im Süden von Damaskus konnte nach acht Jahren am 8. August 2020 der erste Güterzug mit Getreide verkehren. Außerdem findet wieder Personenverkehr mit zwei wöchentlichen Zügen auf der Küstenstrecke zwischen Tartus und Latakia statt. Im Übrigen ruht der Eisenbahnverkehr nach wie vor.
Am 24. Dezember 2024 wurden Pläne zum Wiederaufbau des Streckennetzes mit Unterstützung der Türkei vorgestellt, welche zunächst die Instandsetzung der Infrastruktur von Damaskus zu der türkischen Grenze beinhalten.

## Betrieb

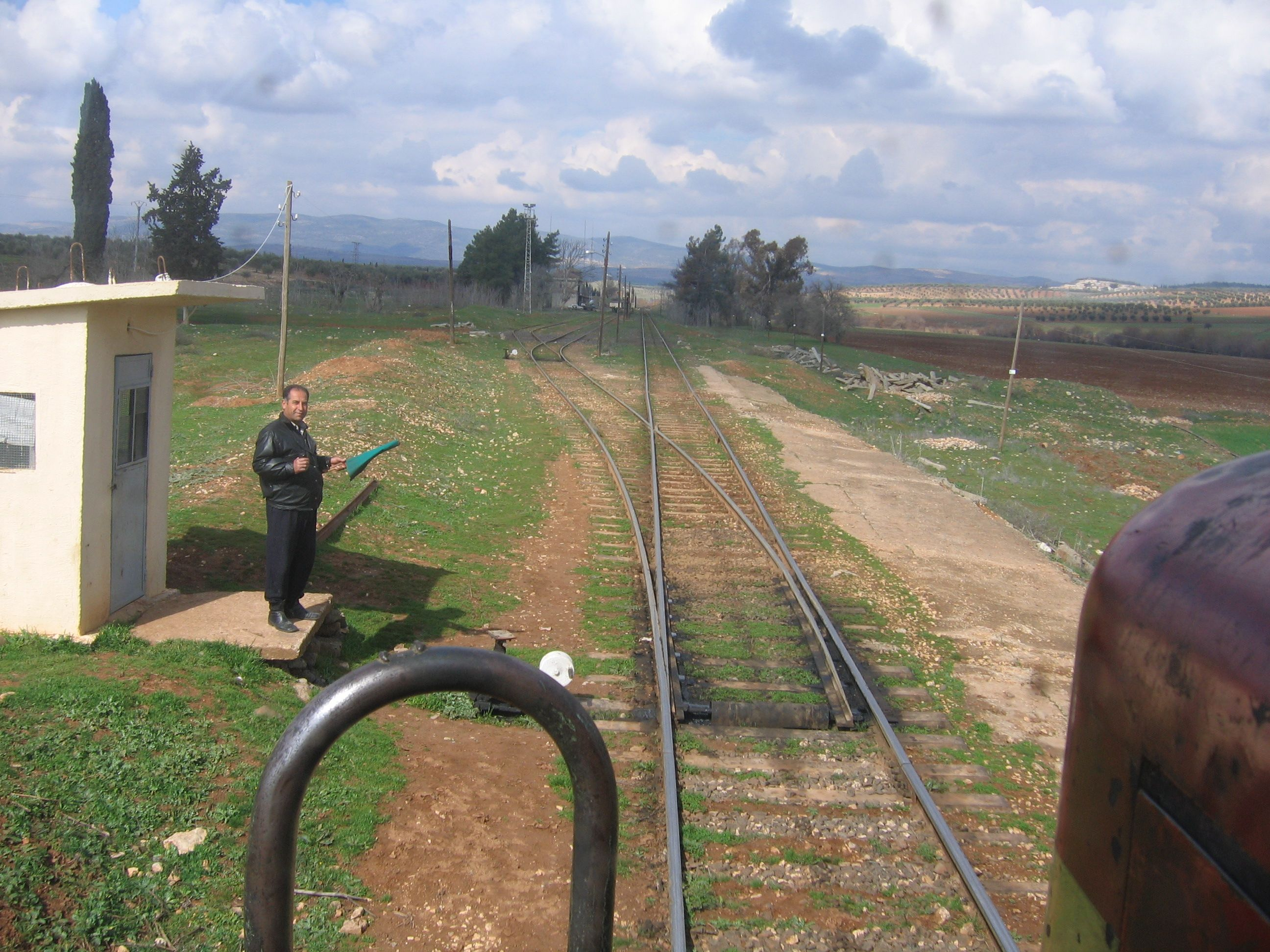
Bahnhofseinfahrt: Weichenwärter gibt Einfahrtssignal

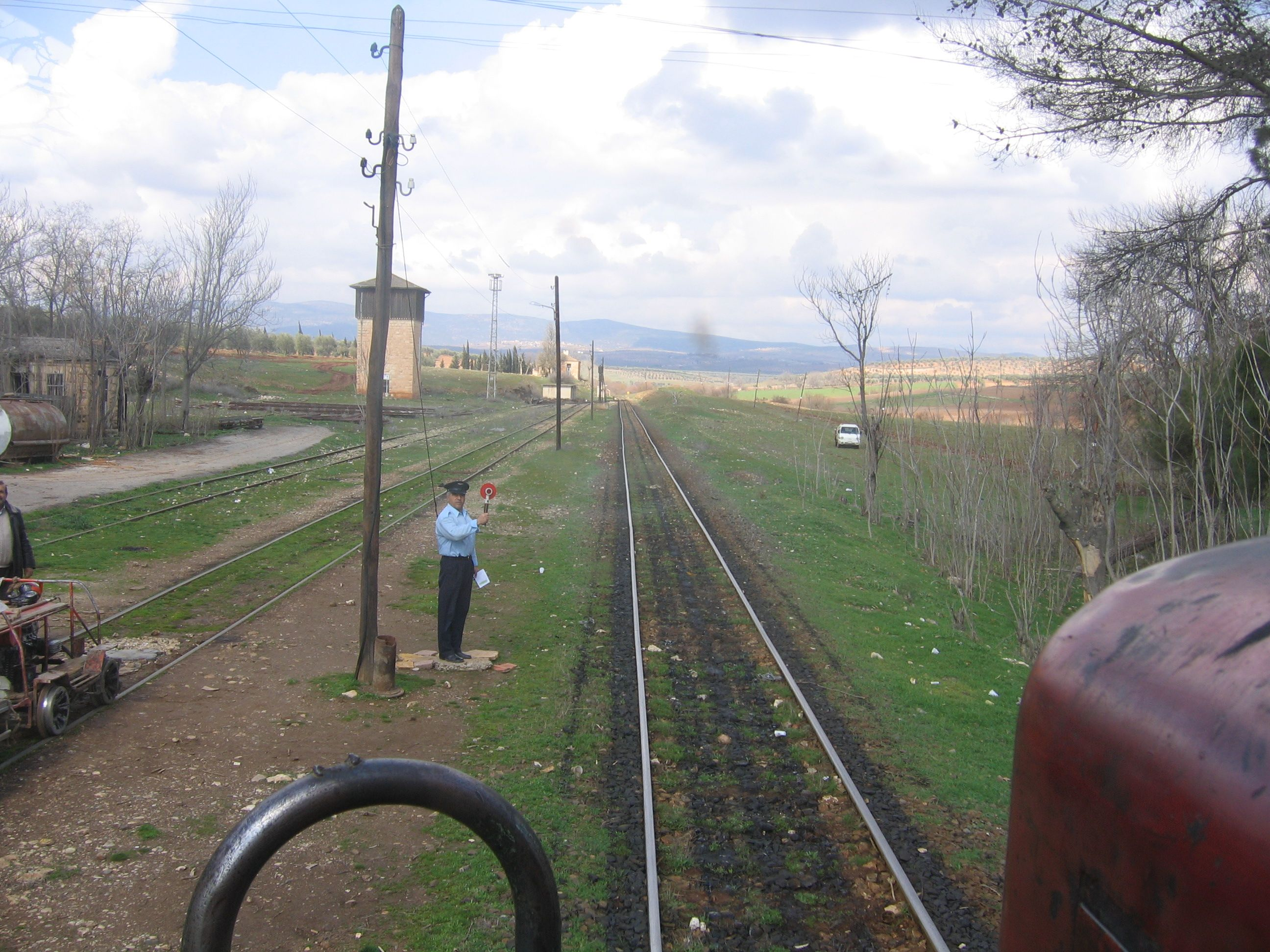
CFS-Bahnhofsvorsteher gebietet „Halt“, um den schriftlichen Fahrbefehl (in seiner linken Hand) für die Weiterfahrt zu übergeben

Die nachfolgenden Angaben beziehen sich auf die Zeit vor Beginn des Bürgerkrieges.
Die Eisenbahnlinien Syriens sind eingleisig und nicht elektrifiziert. Auf einem etwa 20 Kilometer langen Streckenstück der Magistrale Damaskus–Aleppo ist eine Höchstgeschwindigkeit von 120 km/h zulässig. Sonst liegt die Höchstgeschwindigkeit dort bei 110 km/h. Auf den anderen Strecken beträgt sie 80 km/h.
Nur wenige Strecken werden mit Lichtsignalen gesichert. Auf dem überwiegenden Teil des Netzes wird mit schriftlichen Fahrbefehlen gefahren.

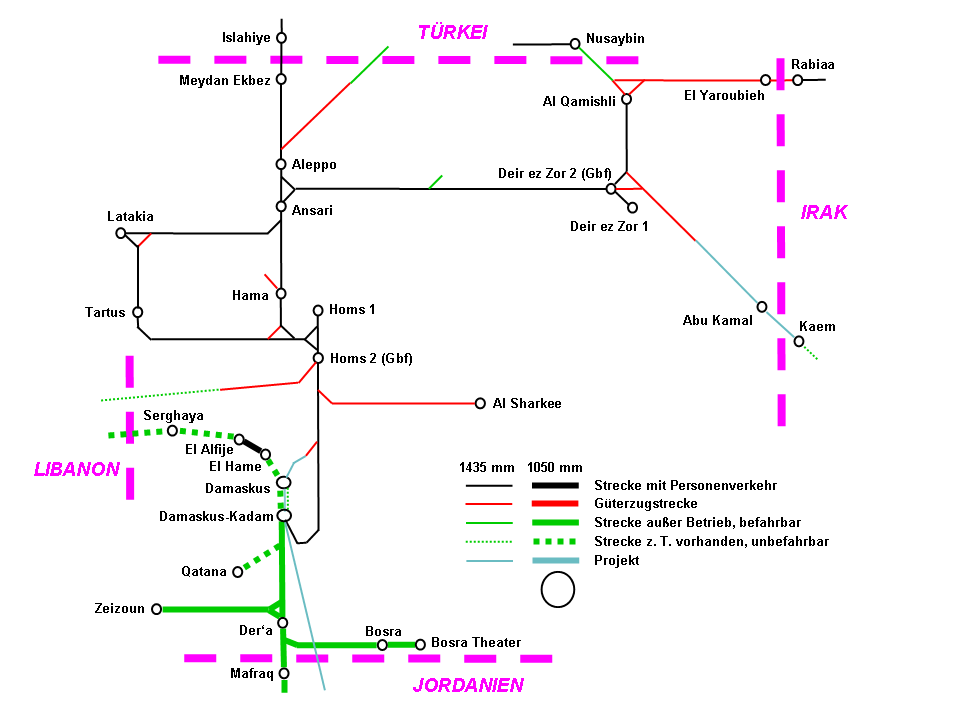
Schematische Darstellung der Eisenbahnstrecken in Syrien

### Normalspur

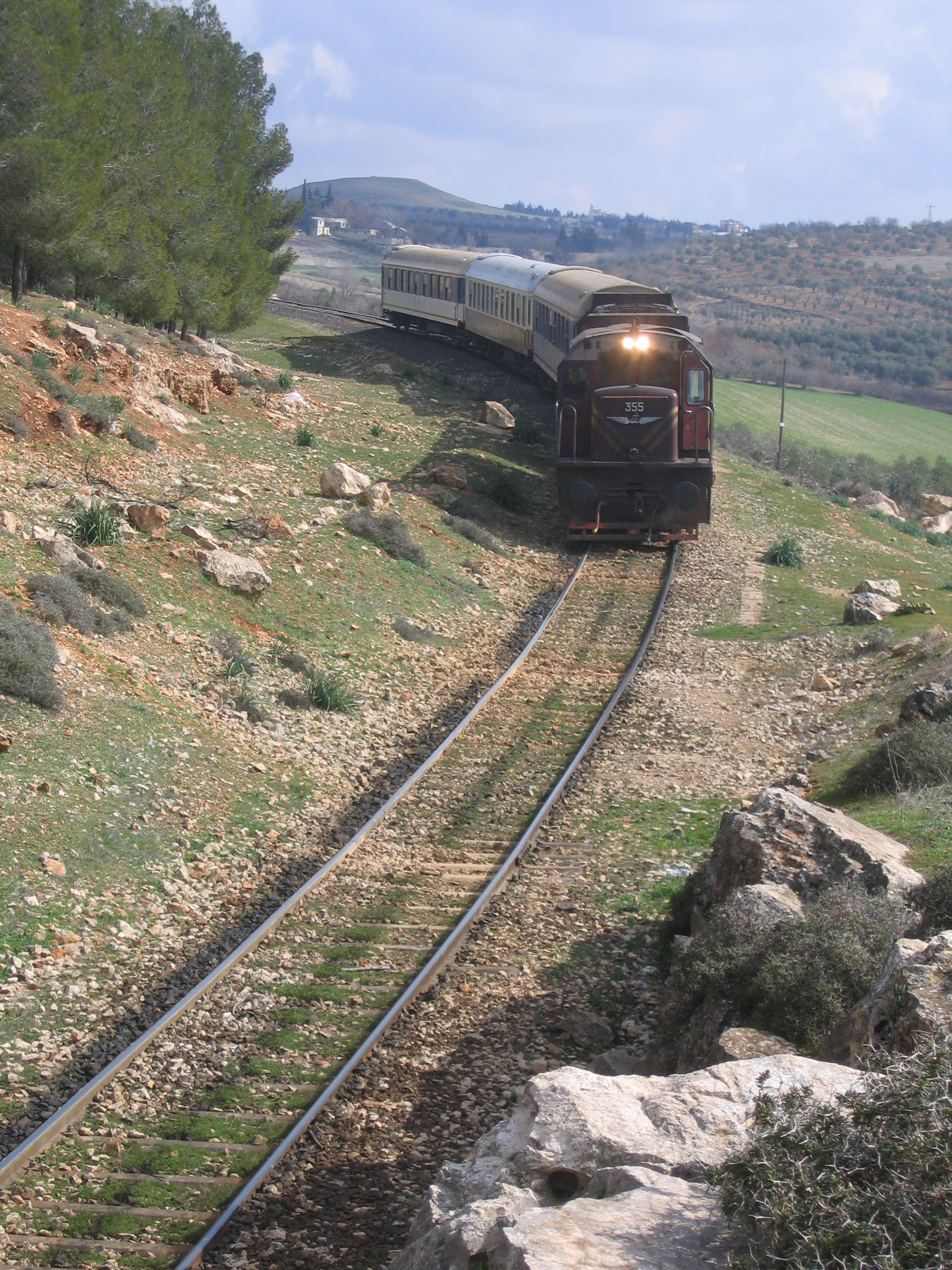
Bagdadbahn nördlich von Aleppo

Das Regelspurnetz wird durch die CFS betrieben. Die Hauptverwaltung hat ihren Sitz in Aleppo. Infolge des starken Konkurrenzdrucks durch die Straße ist das Reisezugangebot der CFS gering. Auf der Strecke Aleppo–Latakia fahren täglich mehrere Züge, sowohl Expresszüge mit wenigen Unterwegsstopps, als auch Züge, die an jedem Bahnhof halten.
Der neue koreanische Triebwagen verkehrt sowohl auf dieser Strecke als auch zwischen Damaskus und Aleppo. Die Nachfrage zwischen Aleppo und Latakia ist recht hoch. Auf der Hauptstrecke Aleppo–Damaskus verkehren mehrere Züge mit Abfahrtszeiten zwischen Mitternacht und morgens 5 Uhr; in der Gegenrichtung von Damaskus nach Aleppo verkehren mehrere Züge mit Abfahrtszeiten zwischen 15.25 Uhr und kurz nach Mitternacht. Der Zug ab Damaskus um 15.25 Uhr und um 5.00 Uhr ab Aleppo wird derzeit mit den neuen koreanischen Dieseltriebwagen durchgeführt. Die Fahrgastzahlen tendieren nach oben.
Der Güterverkehr überwiegt bei weitem.

#### Internationale Verbindungen
Die Verbindung nach Istanbul war schon längere Zeit eingestellt. Früher verkehrten Kurswagen von Aleppo nach Istanbul, die im türkischen Grenzbahnhof Fevzipaşa an den Taurus-Express (Gaziantep–Adana–Istanbul) angehängt wurden. Weiter gab es eine wöchentliche internationale Verbindung von Damaskus in den Iran. Sie wurde aufgrund des Bürgerkriegs in Syrien im oder nach dem Dezember 2011 eingestellt.
Seit 2009 waren wieder drei Verbindungen mit der Türkei über die Grenzübergänge İslahiye / Meydan Ekbez, Qamischli / Nusaybin und Karkamis / Cobanbeyli. in Betrieb. Auch sie wurden aufgrund des Bürgerkriegs in Syrien eingestellt. Die Verbindung Aleppo-Gaziantep im Dezember 2010, aber im Mai 2011 dann vorübergehend wieder gefahren.

### Schmalspur
Der fahrplanmäßige Verkehr ist auf dem gesamten Netz der Hedschasbahn seit Ende 2006 eingestellt. Die Stammstrecke ist in ihrem in Syrien gelegenen Abschnitt befahrbar, ebenso die Strecke von Dara nach Bosra. Die Strecke von Darʿā in die Jarmukschlucht, die ehemals nach Haifa führte, ist hinter dem Bahnhof Muzairib nur noch eingeschränkt befahrbar. Die Strecken sind für Sonderfahrten aber nutzbar, so etwa anlässlich des Bosra-Festivals oder für Eisenbahnfreunde. Die seit 2007 auflaufenden Wasser des al-Wahda-Damms bedecken einen Teil der Strecke, u. a. die Bahnhöfe ash-Schadscharah und al-Maqarn und Brücken im Tal.
Die Libanonbahn wurde während des libanesischen Bürgerkriegs zwischen 1976 und 1990 auf libanesischer Seite zerstört. Auf libanesischer Seite wurde der Verkehr 1976 aufgegeben. Auf syrischer Seite lief der Betrieb zunächst bis zum Grenzbahnhof Sarghaya bis zum Jahr 1980 weiter, wurde dann aufgegeben, aber seit 1982 auf einem Teilstück wieder aufgenommen. Das Verkehrsaufkommen war aber nur noch gering und die Anlagen verfielen im Laufe der Jahre immer mehr. Schließlich wurde im Stadtgebiet von Damaskus die Schienenverbindung zu den Gleisen der Hedschasbahn unterbrochen, so dass ein Inselbetrieb entstand. Der Verkehr wurde immer weiter reduziert und besteht heute lediglich aus touristischem Wochenendverkehr zwischen den Bahnhöfen al-Hama, wo auch die Fahrzeuge abgestellt sind, und Ain Fidscha.

### Lokomotiven und Triebwagen (Staatsbahn CFS, Normalspur)
| Herkunft         | Baureihe und Loktyp                                 | Anzahl | Leistung | Jahr der Lieferung | Foto                                |
| ---------------- | --------------------------------------------------- | ------ | -------- | ------------------ | ----------------------------------- |
| Frankreich       | LDE 650                                             | 9      | 650 PS   | seit 1968          | LDE 650-104 in Aleppo train station |
| Sowjetunion      | LDE 1200 (Typ TEM 2)                                | 11     | 1200 PS  | 1973–1975          | LDE 1200-007 in Damaskus Kadam      |
| Irland           | Anielok                                             | 6      |          | 1976               |                                     |
| USA              | LDE 1800 General Electric U17C Export-Modell        | 26     | 1800 PS  | 1976               | LDE 1800-363                        |
| Sowjetunion      | LDE 2800 (Typ SŽD-Baureihe ТЭ114)                   | 77     | 2800 PS  | 1982–1985          |                                     |
| Tschechoslowakei | LDE 1500 (Typ ČME 3)                                | 25     | 1500 PS  | 1983               | LDE 1500-524 in Tartus              |
| Frankreich       | LDE 3200 Alstom (Typ Prima DE 32 C AC bzw. AD 33 C) | 30     | 3200 PS  | Ende 1999          |                                     |
| Südkorea         | DMU-5 Hyundai Rotem                                 | 10     | 2284 PS  | 2006               | Rotem-Triebzug in Damaskus Kadam    |

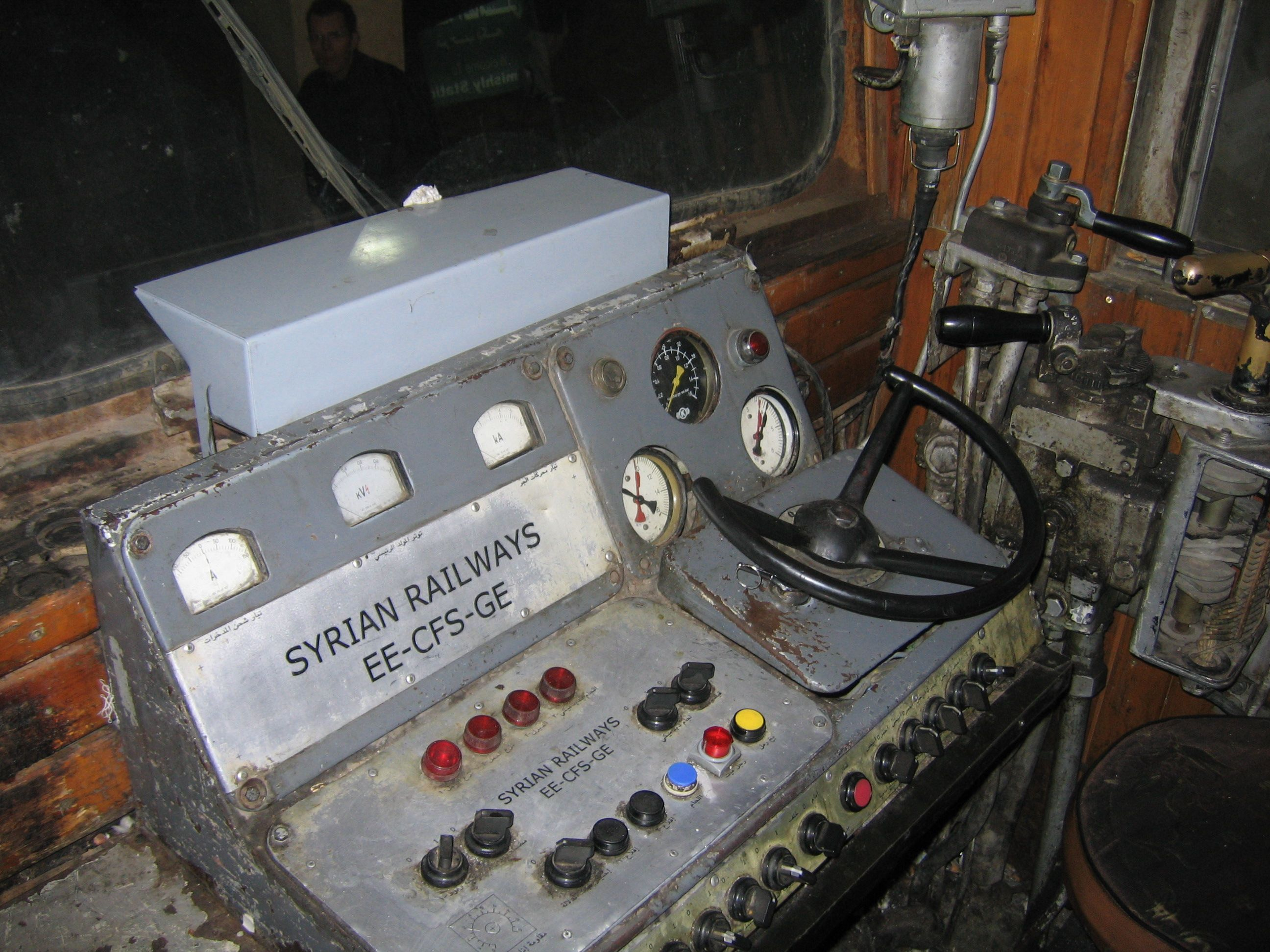
Führerstand einer LDE 2800

Von den vierachsigen französischen B&L-Loks der Reihe LDE 650 und den Hyundai-Rotem Triebzügen abgesehen, welche einen dieselhydraulischen Antrieb besitzen, besteht der CFS-Diesellokpark nur aus sechsachsigen dieselelektrischen Maschinen. Nach der Jahrtausendwende begann die CFS mit einem Modernisierungsprogramm für die Reihe LDE 2800, die mit General-Electric-Motoren ausgerüstet wird. Die sowjetischen Dieselloks werden seit dem Jahr 2001 von General Electric modernisiert und erhalten dabei einen zwölfzylindrigen Dieselmotor 7FDL12. Auch die schwedische Firma Uraenergie modernisiert 32 Dieselloks. Nach wie vor gibt es aber LDE 2800 mit originalem 5D49 Dieselmotor, welche in rot oder mintgrün lackiert sind. Im Unterschied dazu tragen die remotorisierten Loks (durch die veränderte Leistung des GE-Dieselmotors) keine Bezeichnung „LDE 2800“ mehr und sind grau oder blau lackiert.
Für den Verkehr zwischen Damaskus und Aleppo und Aleppo und Latakia wurden im Jahr 2006 zehn fünfteilige Triebwagen für eine Höchstgeschwindigkeit von 160 km/h aus koreanischer Produktion geliefert.

### Personenwagen
Der größte Teil der ca. 450 Reisezugwagen stammt aus den Jahren 1970–1983, aus der früheren DDR, ein kleinerer Teil aus Rumänien und Polen. Einige werden seit dem Jahr 2001 von der iranischen Firma Wagon Pars generalüberholt, viele sind auch verrottend in Abstellanlagen zu sehen.
Es gibt Wagen erster und zweiter Klasse sowie Speise-, Schlaf- (es sollen 44 sein) und Gepäckwagen.

### Güterverkehr

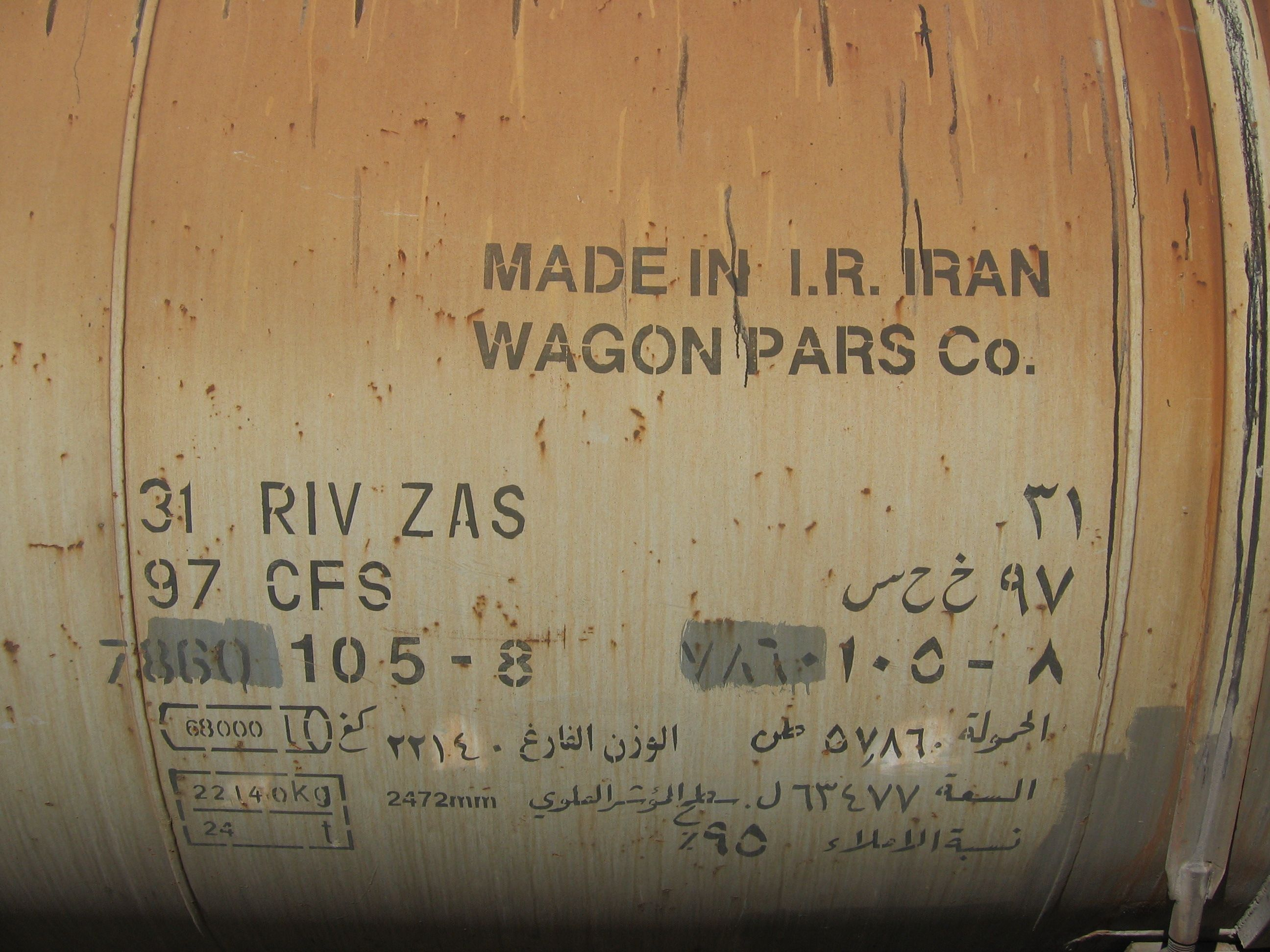
CFS-Kesselwagen für Flüssiggas, gebaut im Iran

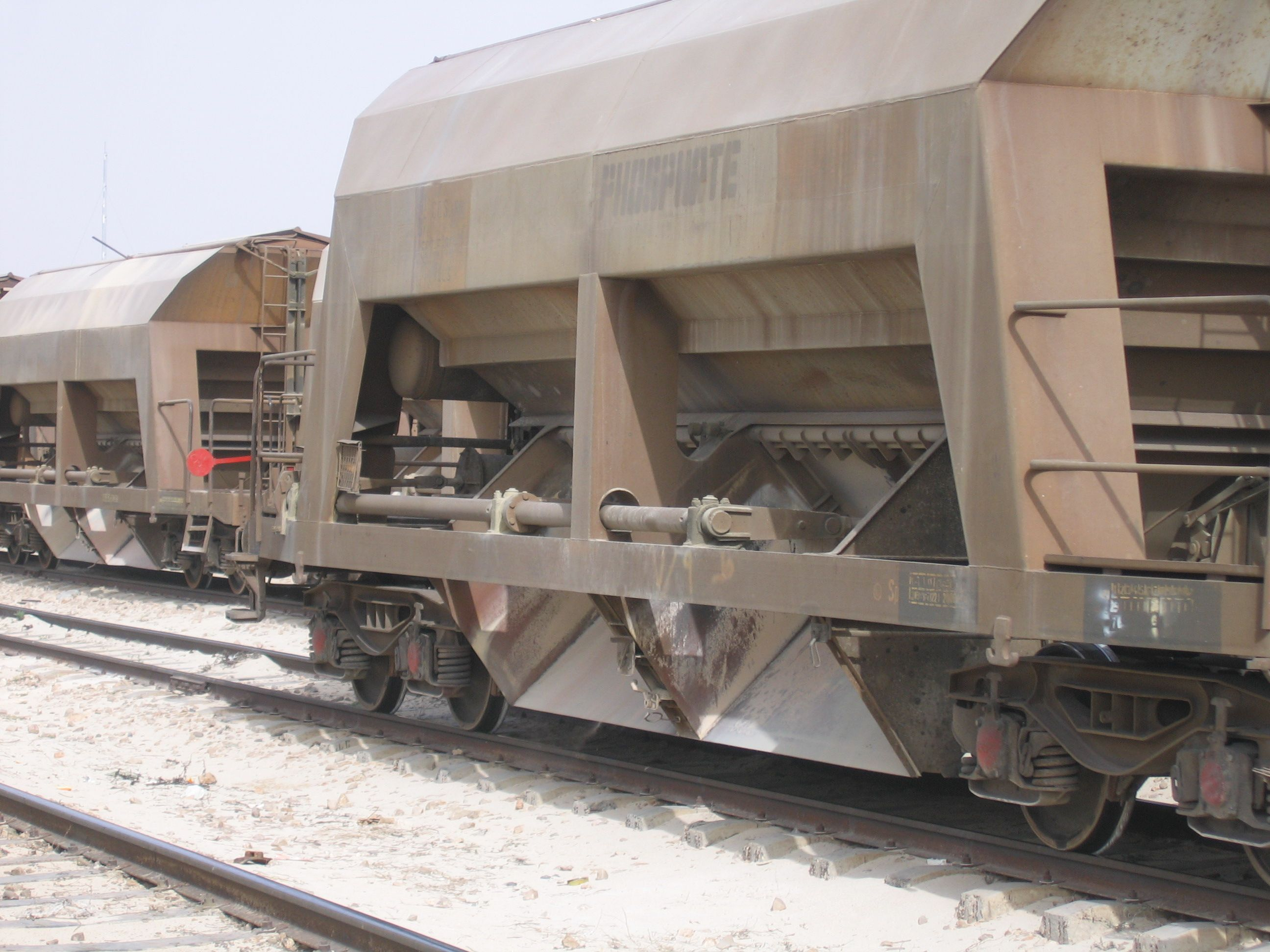
Wagen mit öffnungsfähigem Dach (Schüttgutwagen) für den Phosphattransport mit Zugschlusssignal (extrem selten)

Der Güterverkehr findet nahezu ausschließlich im Verkehr mit Ganzzügen statt. Damit werden Erdöl, Erdgas, Phosphat, Getreide, Zement, Container, Baumaterial und anderes befördert. Es gibt ca. 5000 Güterwagen. Die meisten wurden zwischen 1960 und 1975 gebaut. Seit den 1990er Jahren wurden neue Getreidewagen in großer Zahl aus dem Iran importiert, die bei Wagon Pars gebaut wurden. Folgende Zahlen werden genannt:
- 1294 Schwertransportflachwagen
- 846 Offene Güterwagen
- 818 Ölkesselwagen
- 762 Gedeckte Güterwagen
- 597 Getreidewagen
- 323 Phosphatwagen
- 178 Schiebewandwagen
- 146 Selbstentladewagen
- 53 Flachwagen
- 50 Druckgaskesselwagen
- 45 Zementwagen
- 20 Wasserkesselwagen
- 19 Kippwagen

Viele Güterwagen sind auch verrottend in Abstellanlagen zu sehen.

### Baufahrzeuge
Es gibt Kran- und andere Betriebswagen für Unterhalt den Gleisbau. Besonders auffällig sind dabei dreiachsige Umbauwagen aus den 1950er Jahren, die zum Teil noch ein DB-Logo tragen.

## Galerie

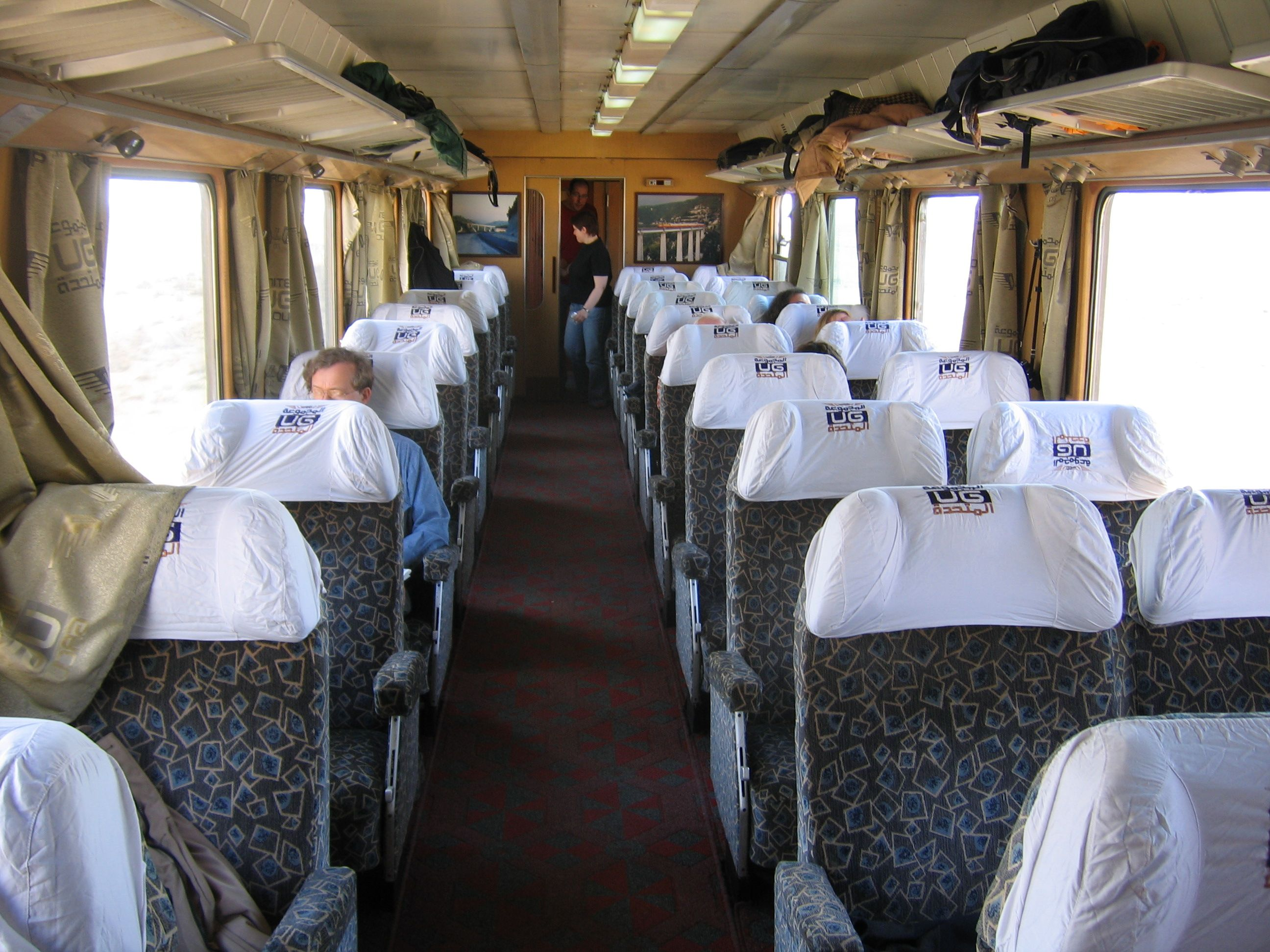
Großraumwagen 1. Klasse
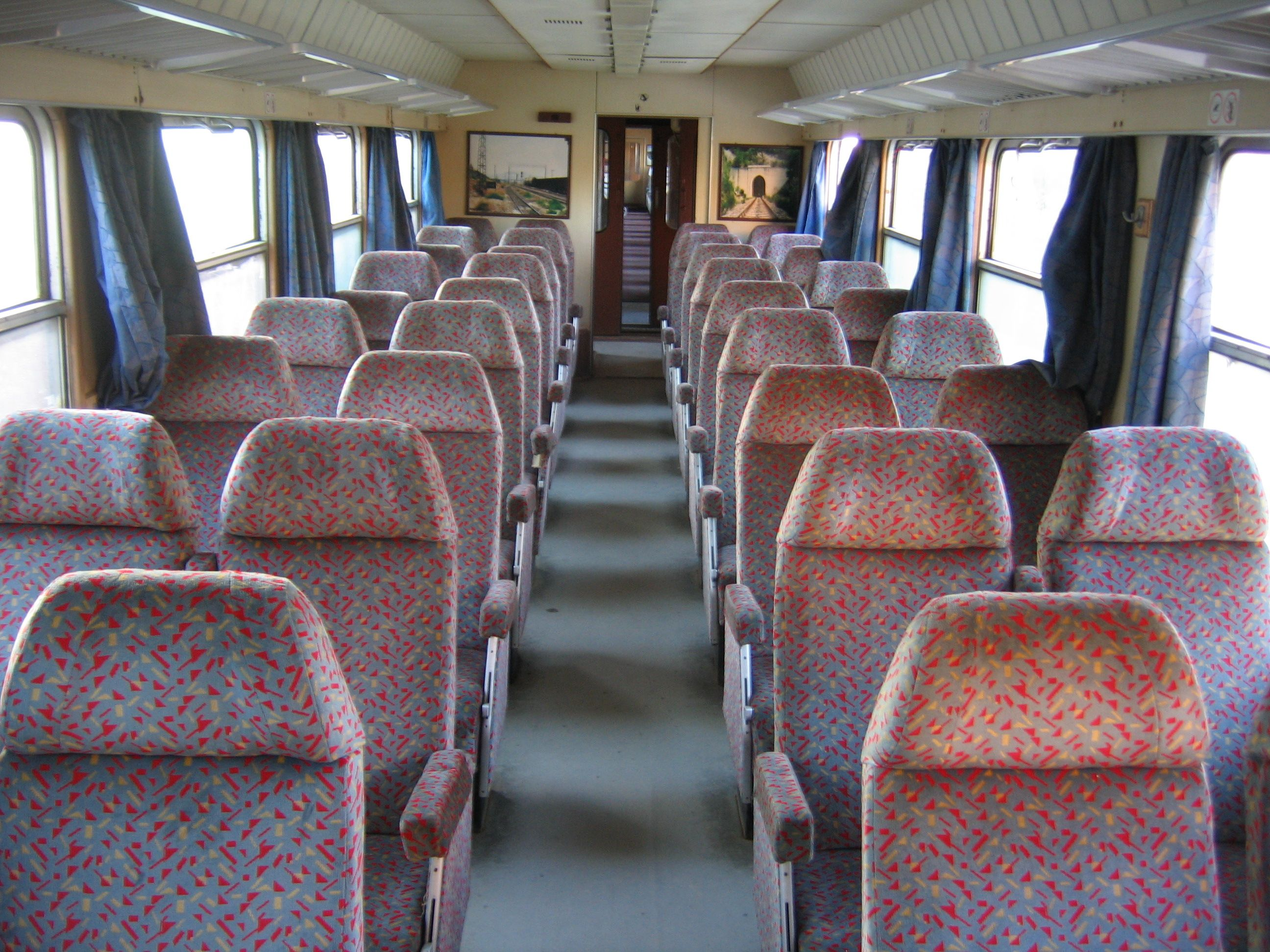
Großraumwagen 2. Klasse
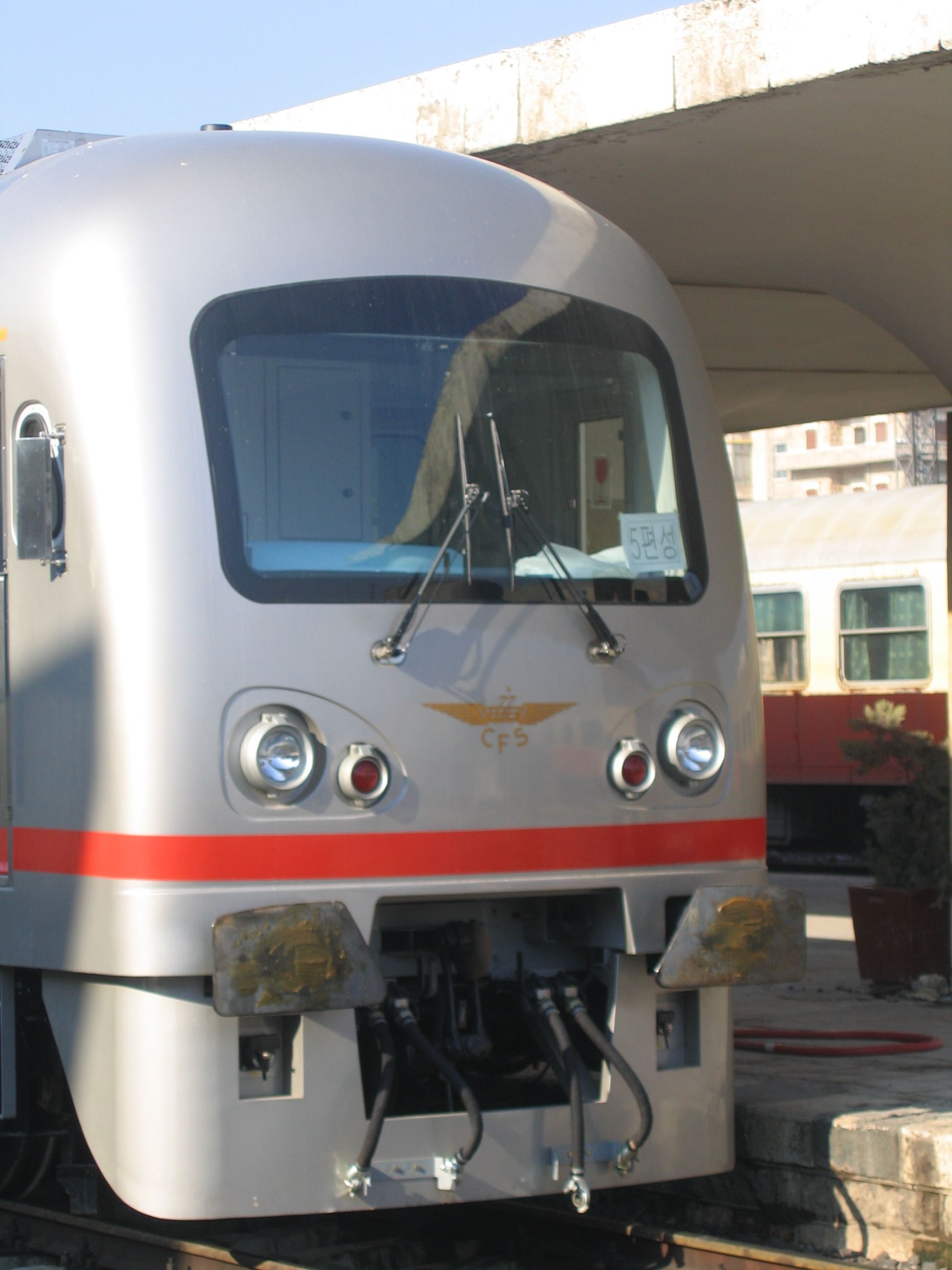
Fabrikneuer Triebwagen aus Korea (koreanischsprachiges Schild hinter der Windschutzscheibe)
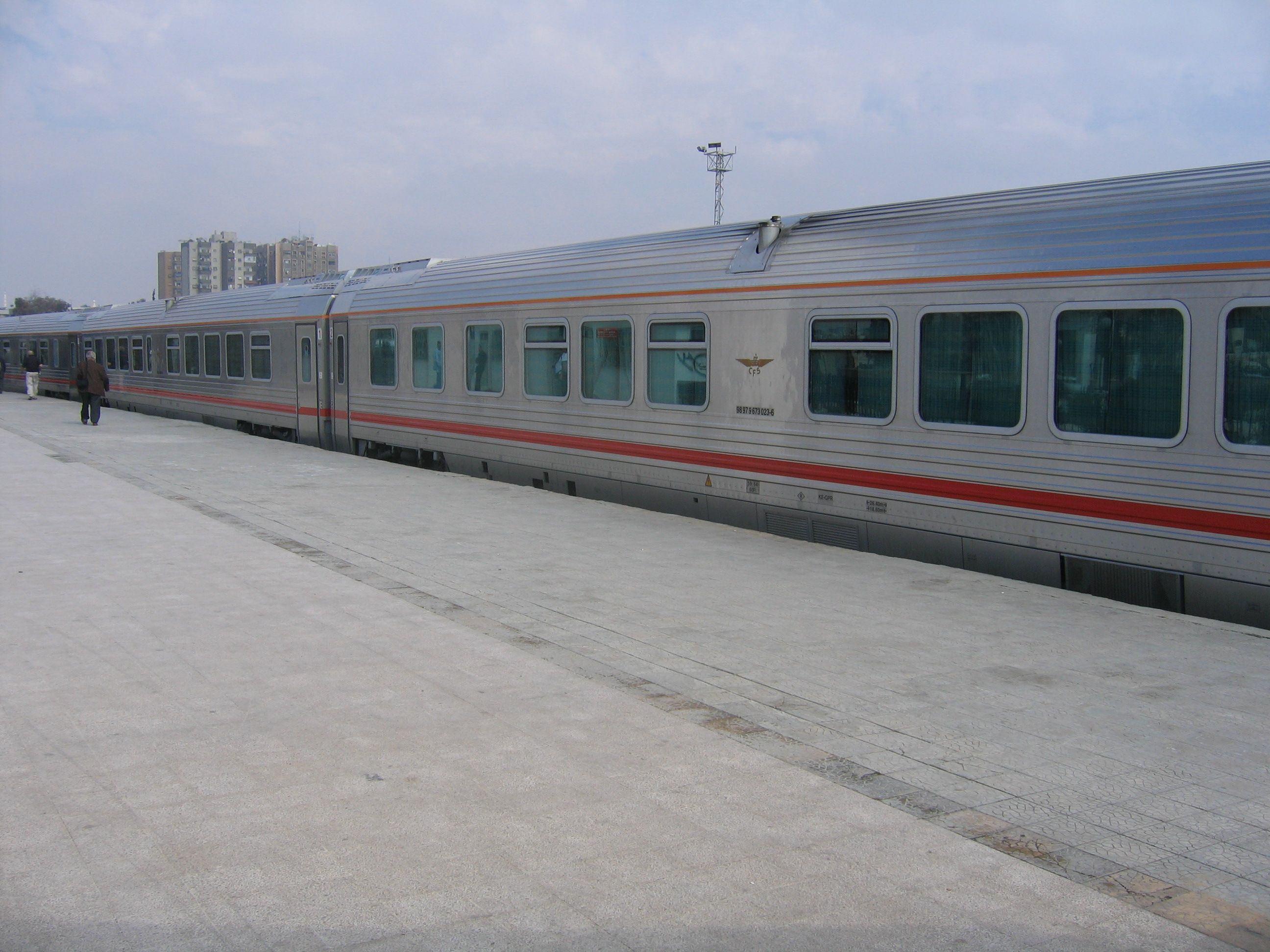
CFS-Neubautriebwagen
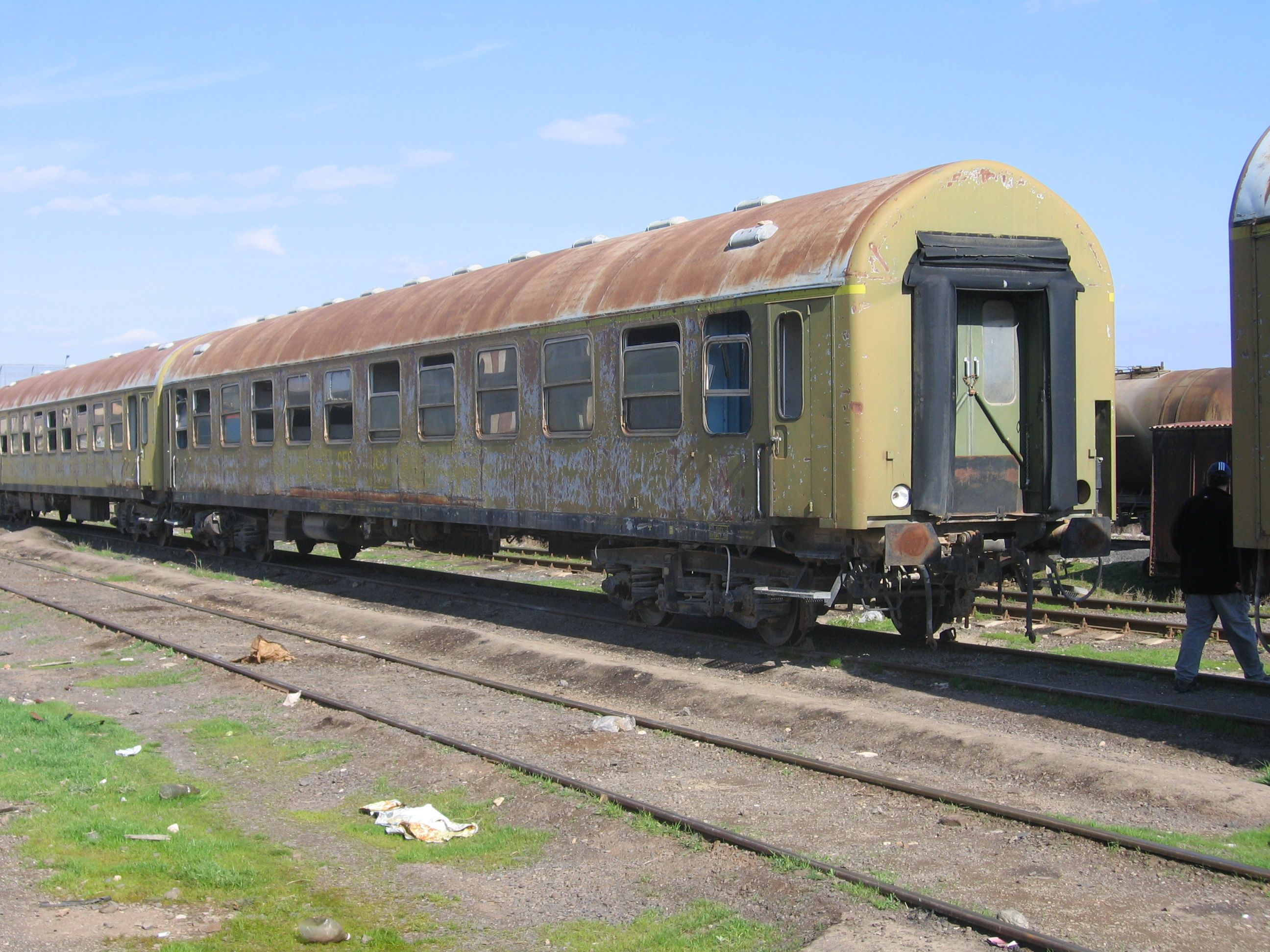
Abteilwagen 1. und 2. Klasse aus DDR-Produktion. Besonderheit: nur zwei Abteile 1. Klasse
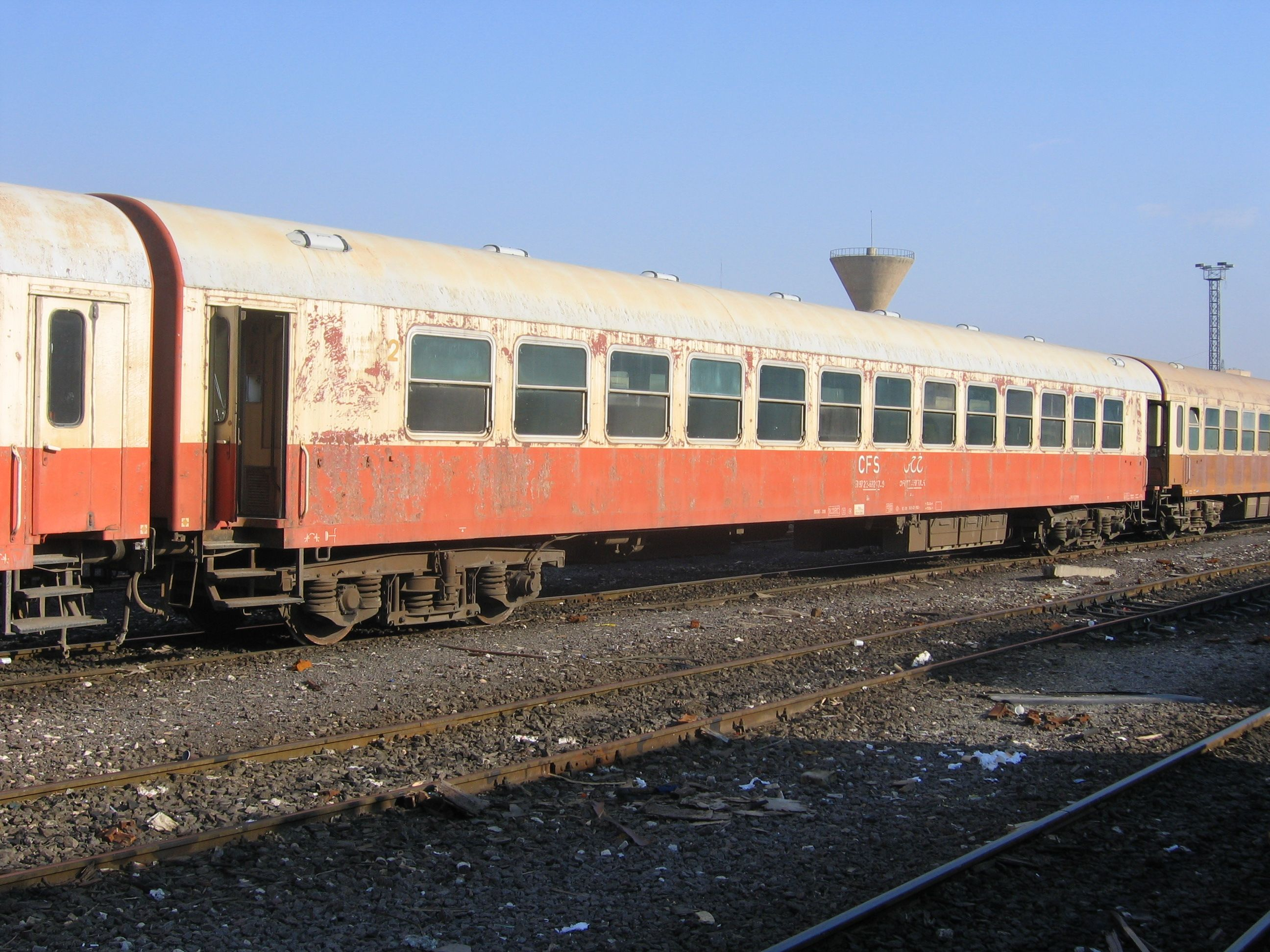
Wagen 2. Klasse, älterer Bauart, nur noch im Regionalverkehr eingesetzt
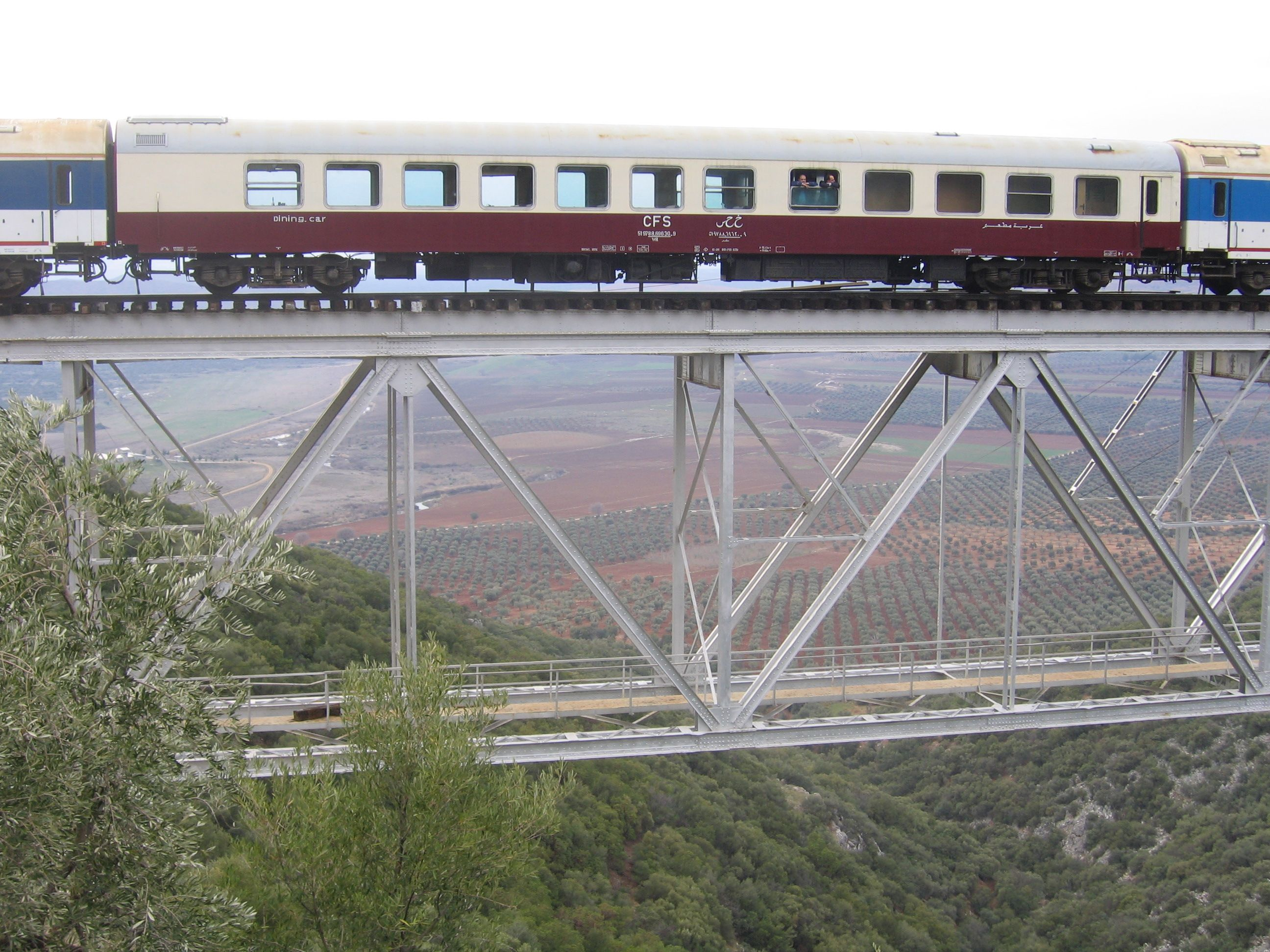
Speisewagen der CFS
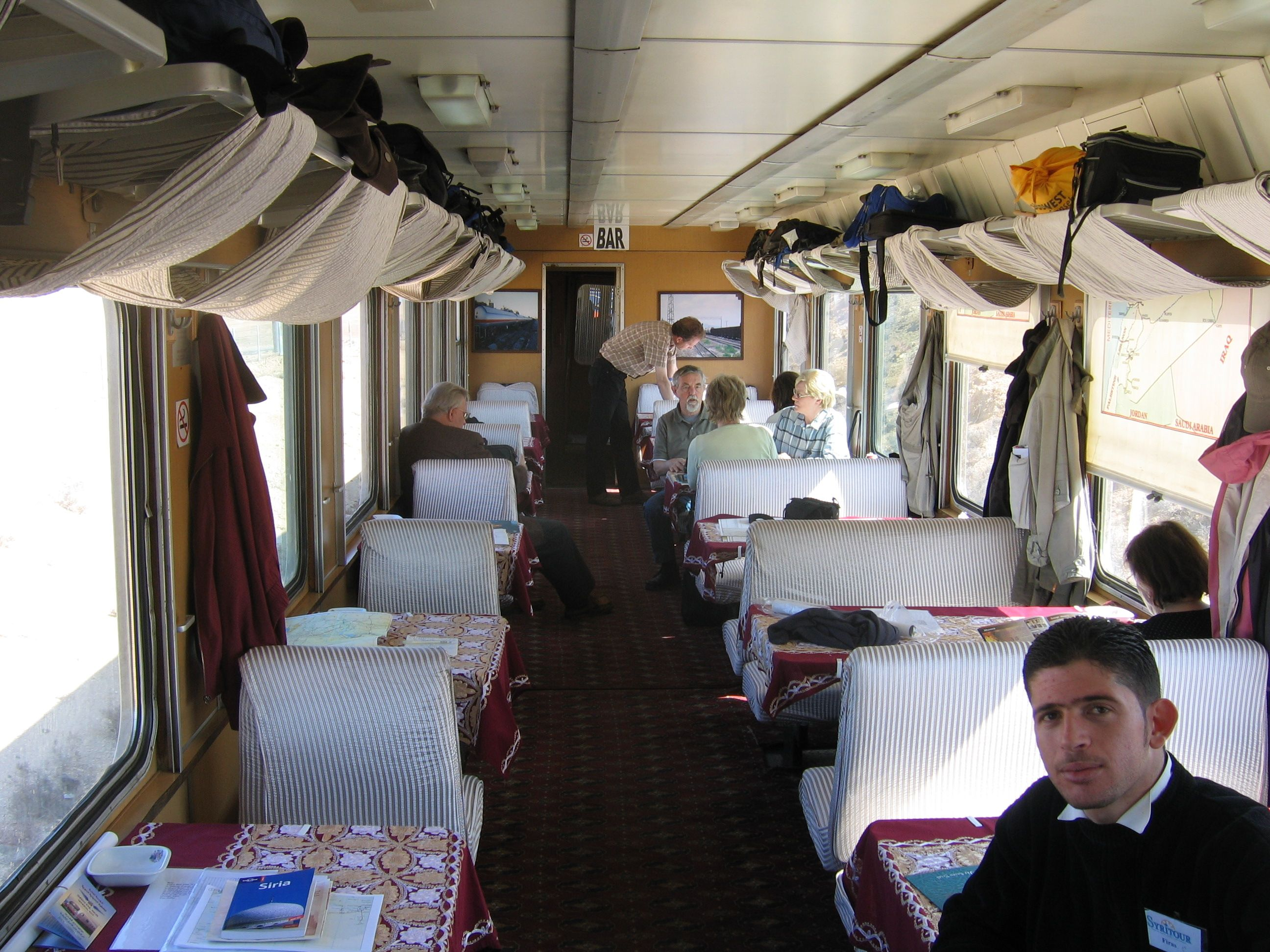
Innenansicht eines Speisewagens der CFS
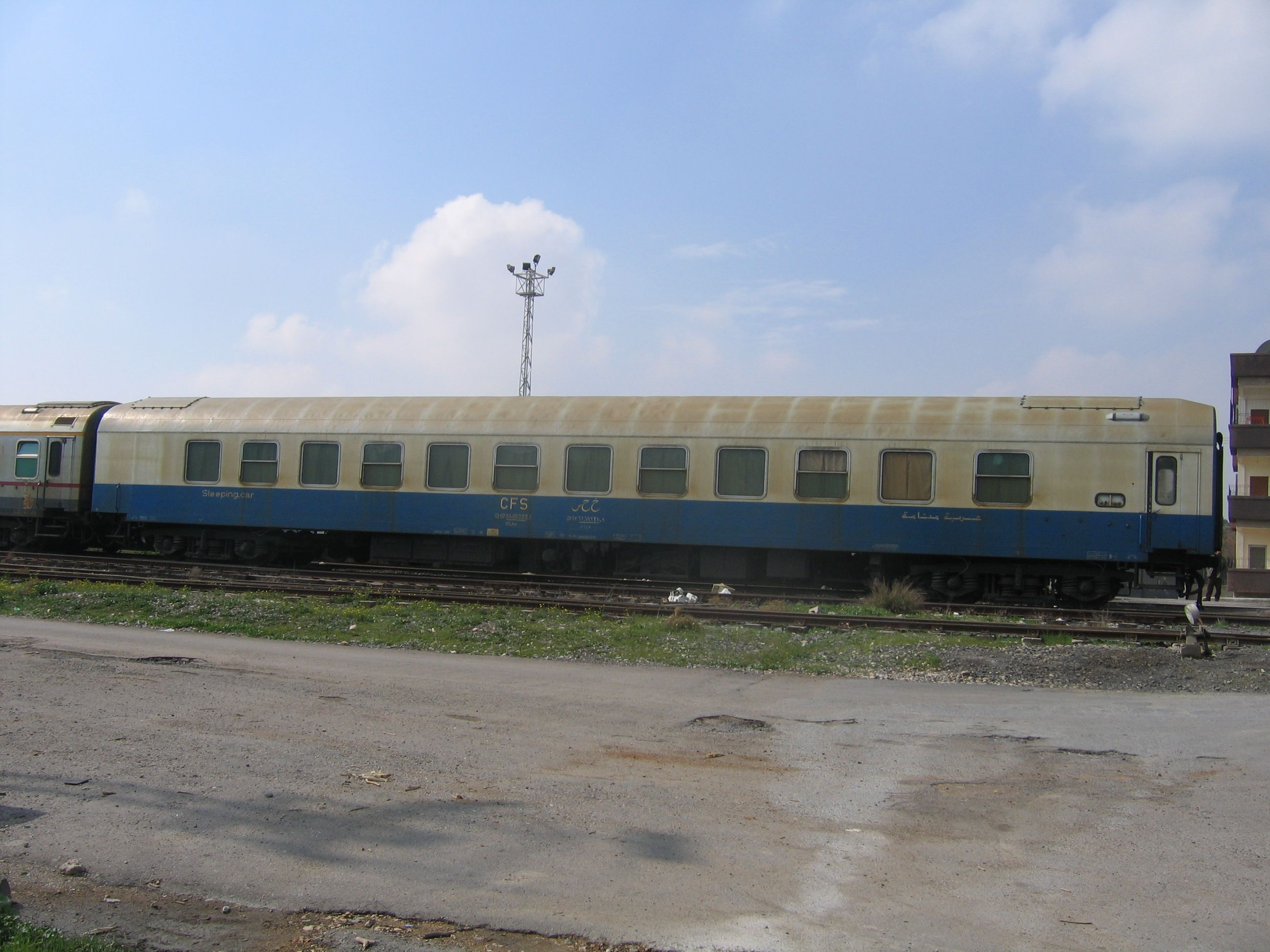
Schlafwagen der CFS
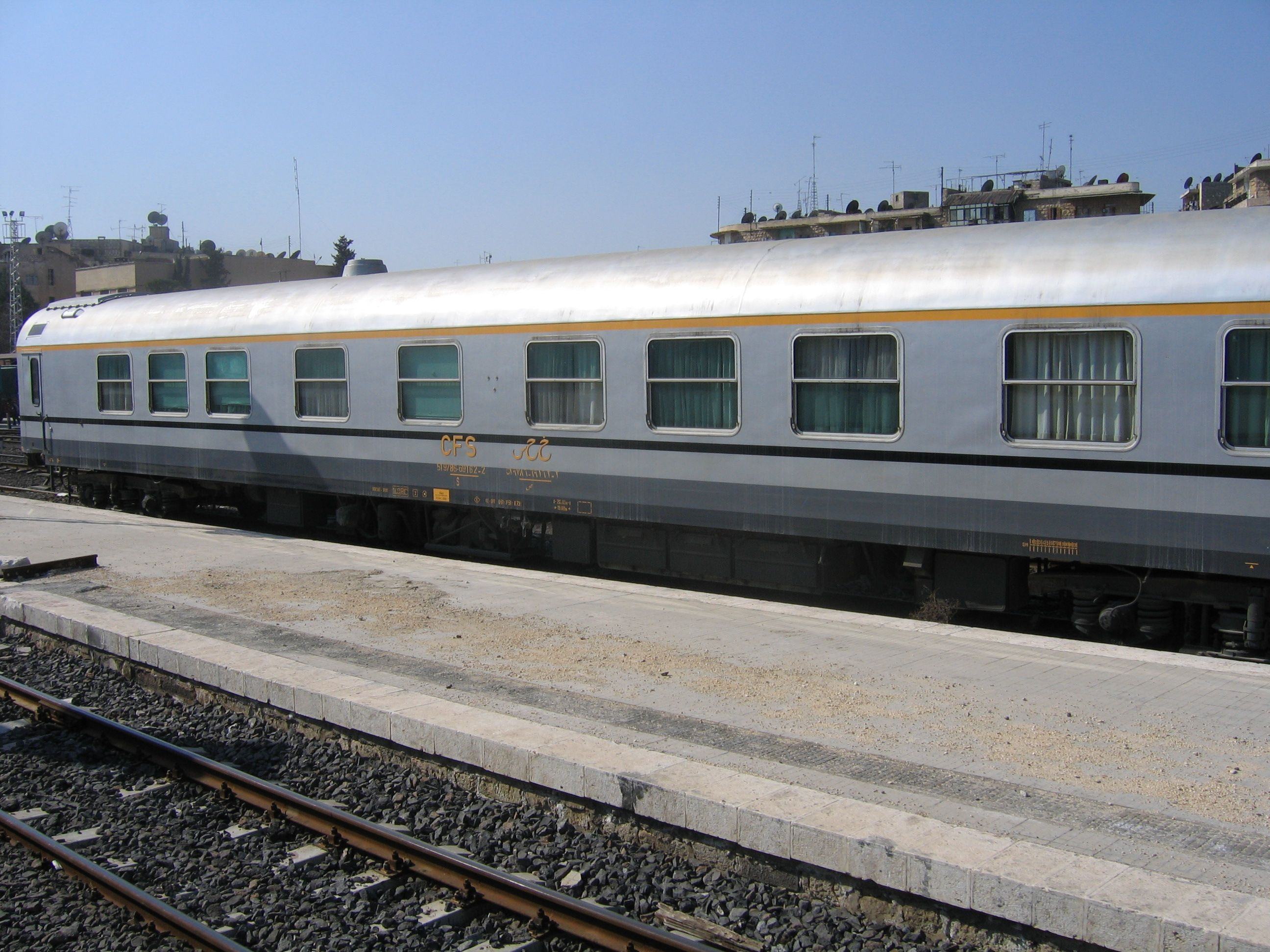
Salonwagen, abgestellt im Bahnhof von Aleppo
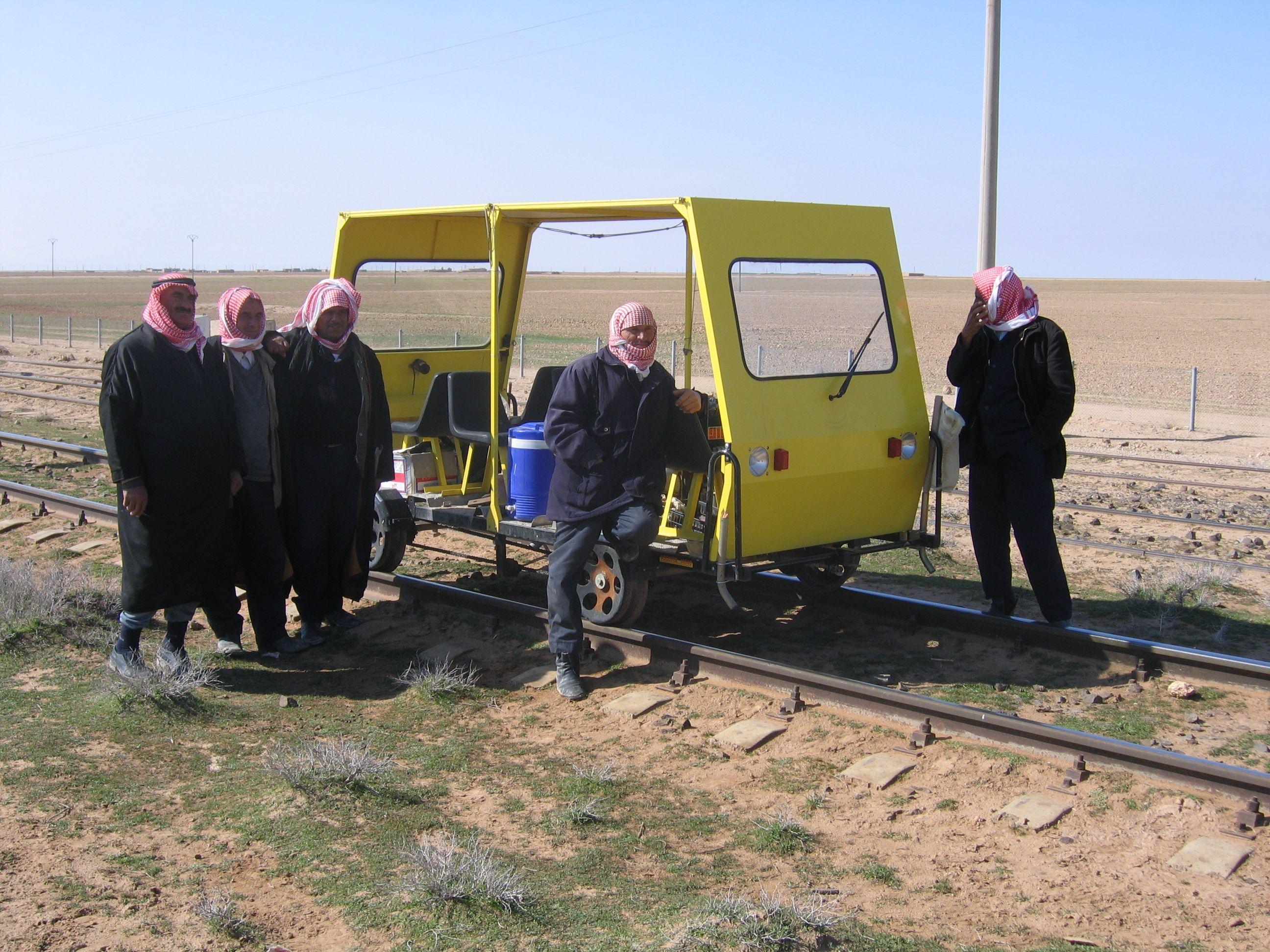
Draisine mit Besatzung
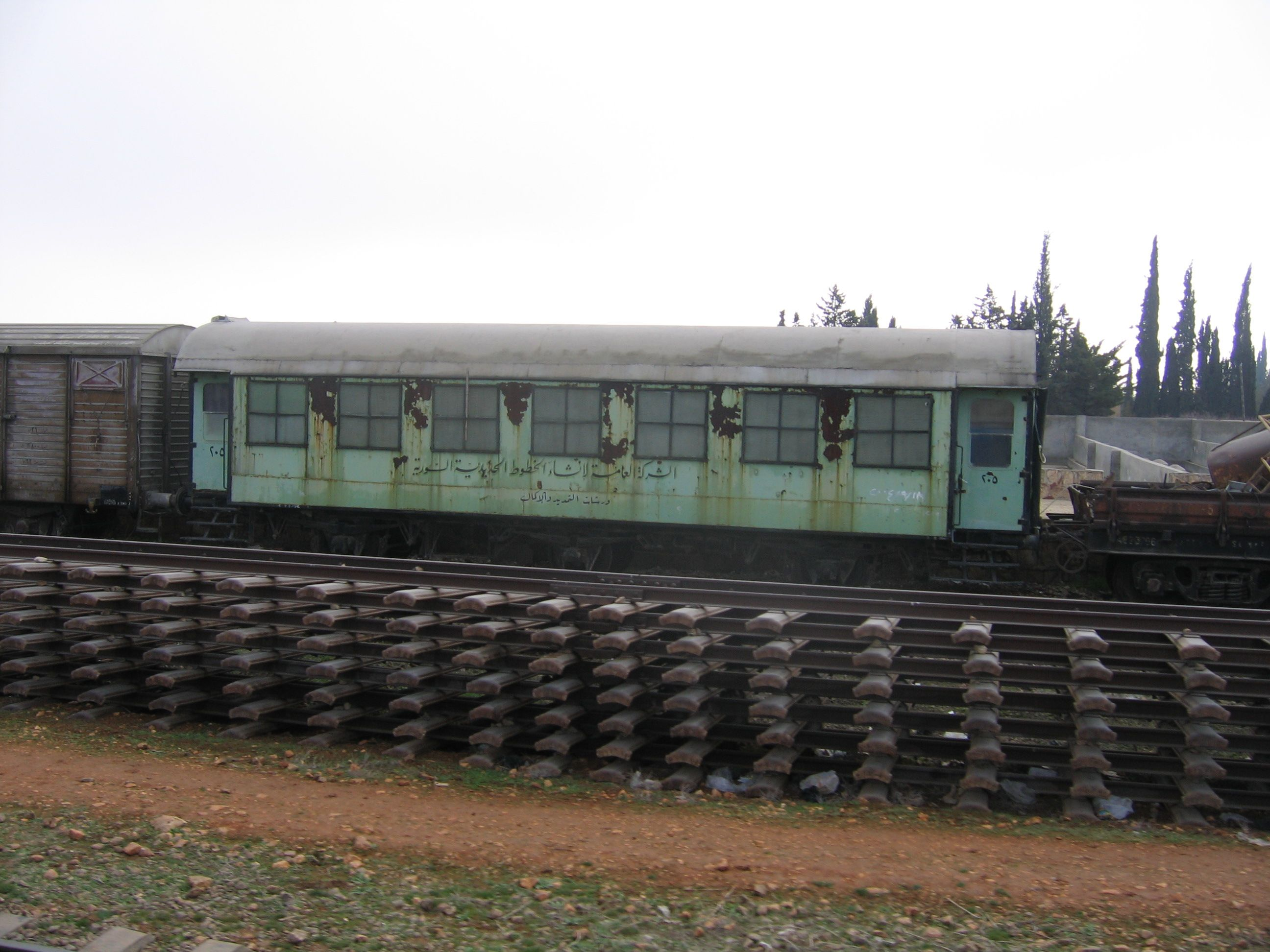
DB-Umbauwagen auf Dreiachsgestell preußischer Bauart

## Nachweise

### Verweise
1. ↑  Vgl.: Samuel Rachdi. In: Fahrplancenter News 54 (Oktober 2015 bis April 2016), S. 16.
2. ↑   hjs: Strecke Latakia – Homs. In: IBSE-Telegramm 312 (November 2016), S. 6.
3. ↑   red: Reisezugverkehr in Halab/Aleppo. In: IBSE-Telegramm 314 (1/2017), S. 9.
4. ↑  Damascus freight service resumes after reinstatement of war-damaged railway. Railway Gazette International, 11. August 2020, abgerufen am 11. August 2020 (englisch).
5. ↑  Oleksandr Batrak: Restoration Plans for the Historic Hejaz Railway in Syria Announced by Turkey. In: Railway Supply. 24. Dezember 2024, abgerufen am 25. Dezember 2024 (amerikanisches Englisch).
6. ↑  HaRakevet Nr. 99 = Jg. 26/4, S. 17.
7. ↑  fsp: Türkei: Streichung internationaler Zugverbindungen. In: IBSE-Telegramm 268 (März 2013), S. 6.
8. ↑  ANSAmed: Transport: Aleppo-Mersin Passenger Train to Start on 13 March (Seite nicht mehr abrufbar, festgestellt im Mai 2019. Suche in Webarchiven)  Info: Der Link wurde automatisch als defekt markiert. Bitte prüfe den Link gemäß Anleitung und entferne dann diesen Hinweis., 2. März 2009
9. ↑  Arab Turkisch Travel Gazette: Third railway gate between Turkey-Syria opens (Memento des Originals vom 7. Juli 2011 im Internet Archive)  Info: Der Archivlink wurde automatisch eingesetzt und noch nicht geprüft. Bitte prüfe Original- und Archivlink gemäß Anleitung und entferne dann diesen Hinweis., 26. Dezember 2009
10. ↑  fsp: Türkei: Streichung internationaler Zugverbindungen. In: IBSE-Telegramm 268 (März 2013), S. 6.
11. ↑  So etwa im Rahmen einer Studienfahrt der DGEG im Februar 2007.
12. ↑  Eisenbahningenieur 10/2006, S. 70